# Rostocker Stadtbefestigung

Die Rostocker Stadtbefestigung im Dreißigjährigen Krieg

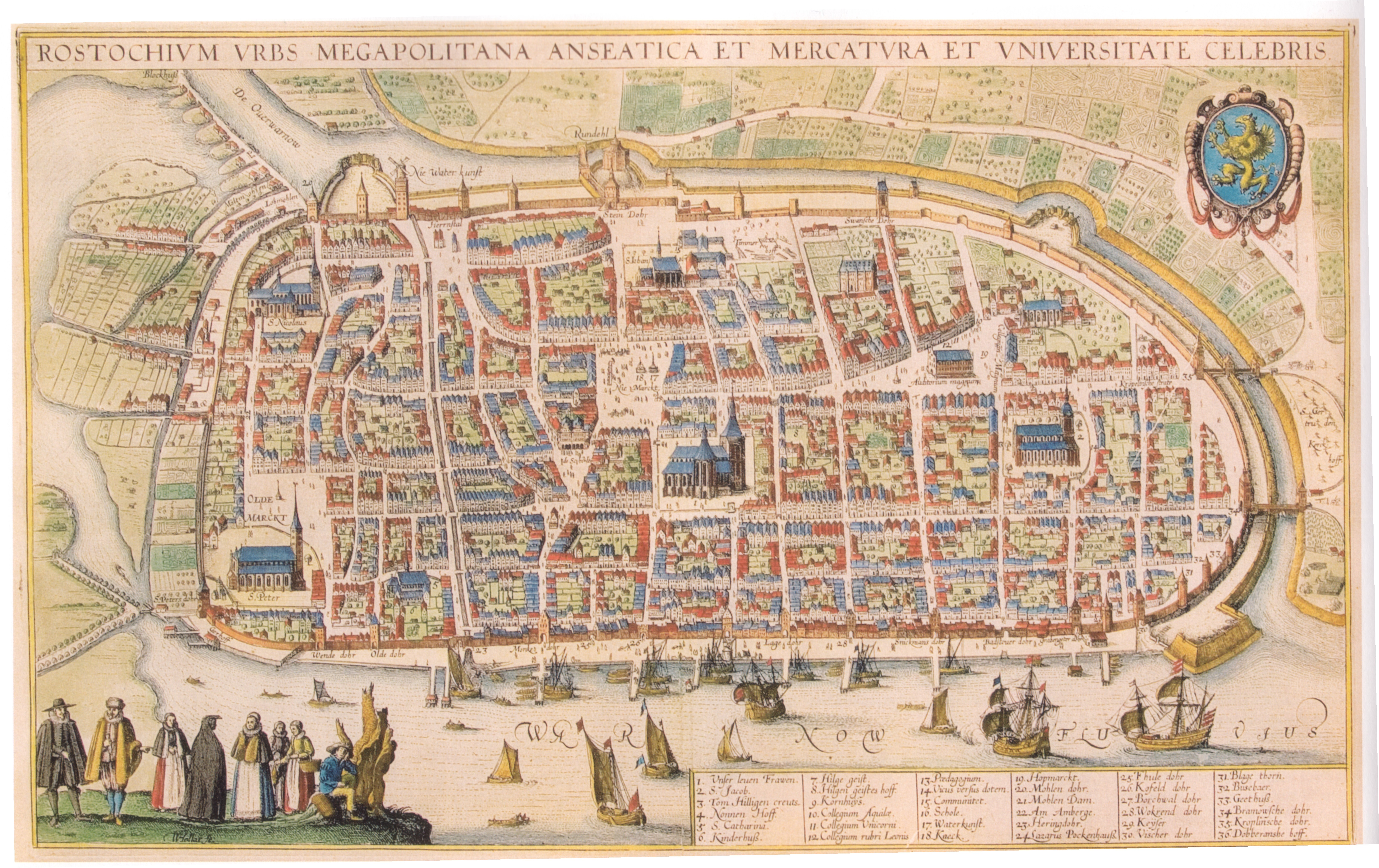
Der Zustand der Stadtbefestigung um 1624/25 (Aufsicht von Norden; Radierung von Wenzel Hollar)

Die Rostocker Stadtbefestigung umschloss die Stadt Rostock seit der Mitte des 13. Jahrhunderts. Nachdem sich die ursprünglichen Stadtkerne der drei Rostocker Teilstädte 1265 offiziell zu einer Stadt vereint hatten, wurde die gemeinsame, etwa drei Kilometer lange Stadtmauer gebaut, die über mehr als 20 Stadttore verfügte. Unterschieden wurden diese in „Land-“ und „Strandtore“, je nachdem, ob sie in das mecklenburgische Hinterland oder in den Stadthafen an der Unterwarnow führten.
Zur Zeit des Dreißigjährigen Krieges (1618–1648) wurde die Anlage vor allem unter Wallenstein zur Festung ausgebaut. Als die Stadt im 19. Jahrhundert erstmals über die Grenzen der Stadtmauer hinauswuchs, wurde diese entfestet und teilweise in der Höhe stark reduziert. Teile der Stadtbefestigung wurden infolge der Bombardierungen im Zweiten Weltkrieg zerstört oder in der Nachkriegszeit abgetragen. Dennoch sind bis heute drei der massiven Landtore aus Backstein (Steintor, Kuhtor, Kröpeliner Tor) und ein Strandtor aus klassizistischer Zeit (Mönchentor), ein Mauerturm (Lagebuschturm), große Teile der Stadtmauer auf einer Länge von insgesamt etwa 1300 Metern sowie Teile des Festungswalls erhalten. In einigen Passagen wurde die Befestigungsanlage in den 1930er Jahren rekonstruiert.

## Geschichte der Rostocker Stadtbefestigung
Siehe auch: Geschichte Rostocks

### Die Befestigung im Mittelalter

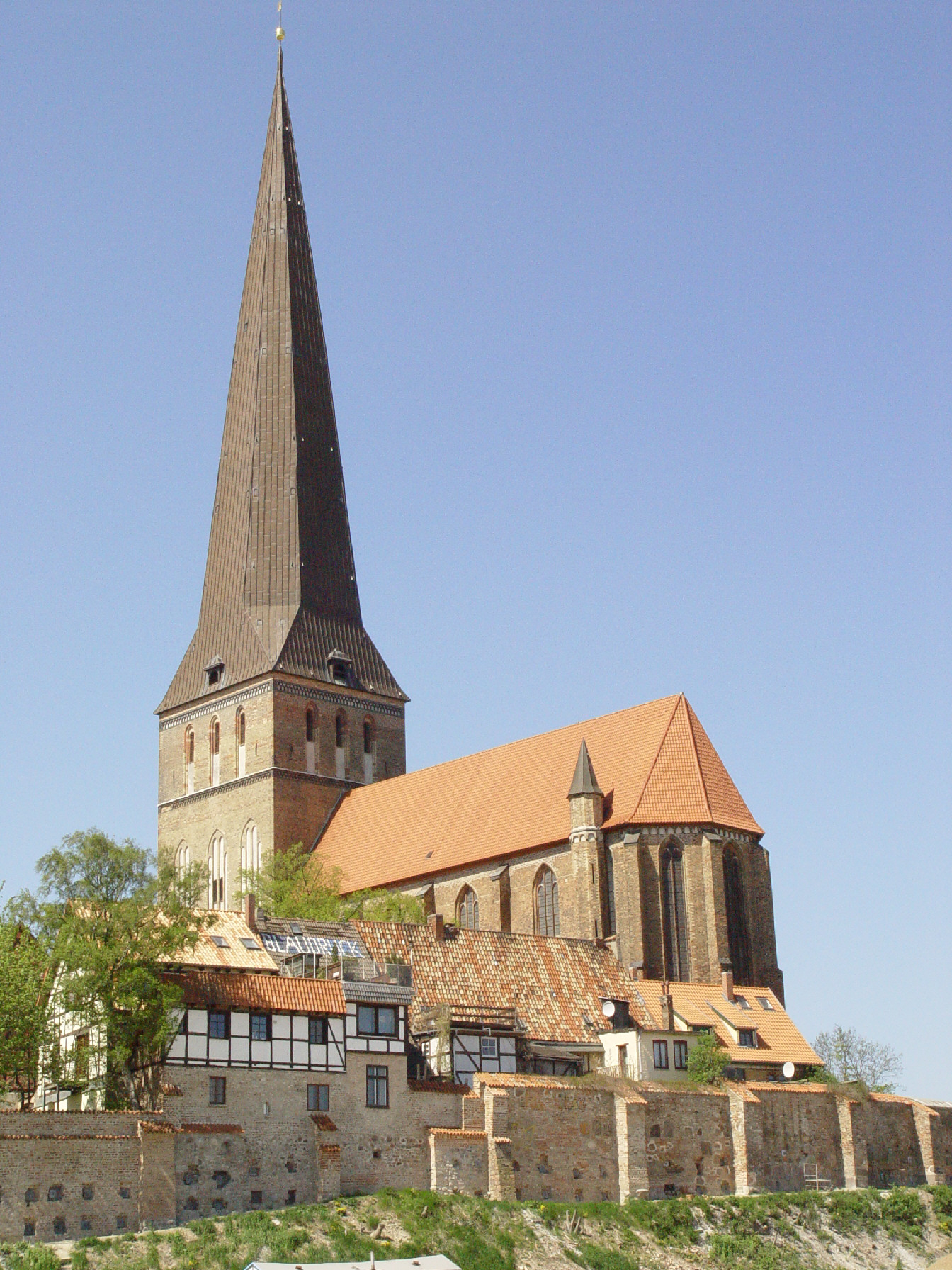
Stadtmauer östlich der Petrikirche

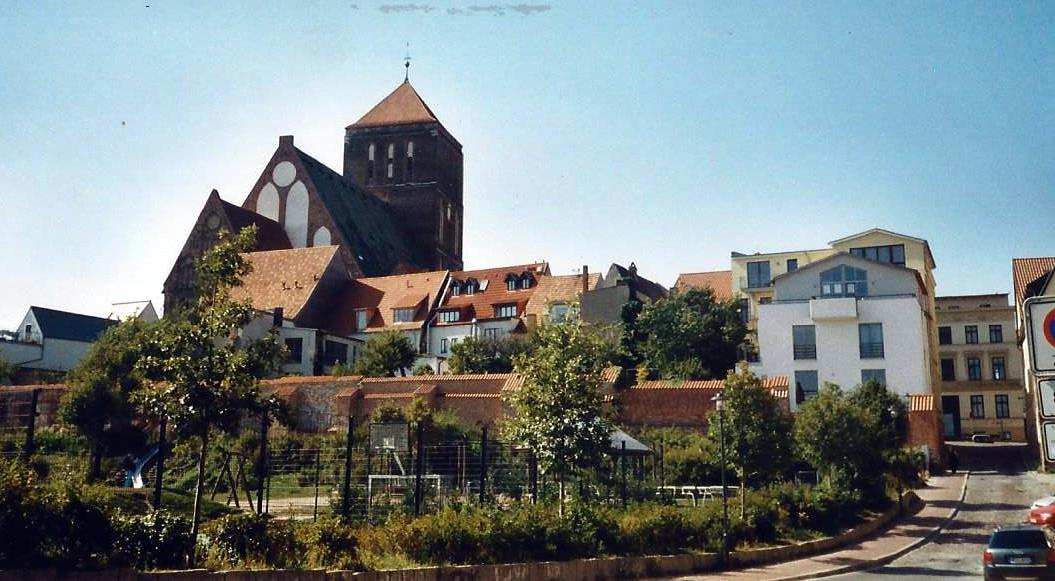
Stadtmauer südlich der Nikolaikirche

Die Anfänge der Rostocker Befestigungsanlage reichen in die Gründungszeit der Stadt im 12. Jahrhundert zurück. Sie umschloss zunächst wahrscheinlich nur die Petrikirche und den Alten Markt auf einer Anhöhe, die sich etwa acht Meter über dem Warnowufer erhebt. Kurze Zeit später wird unterhalb dieser Anhöhe das Petritor gebaut und auch die „Flöhburg“ dazwischen errichtet worden sein, um Kirche und Stadt weiteren Schutz zu bieten. Wie in dieser Zeit üblich, bestand die Befestigungsanlage in der Anfangszeit lediglich aus einer einfachen Wallanlage, trockenen und wasserführenden Gräben, sowie Palisaden aus Holz. Mit dem Aufschwung der Ziegelbrennerei um 1200 konnten zunächst die sensiblen Stellen der Befestigung durch Tore und Mauerteile aus Feld- und Backsteinen gestärkt und so auf Weiterentwicklungen der Waffentechnik reagiert werden.

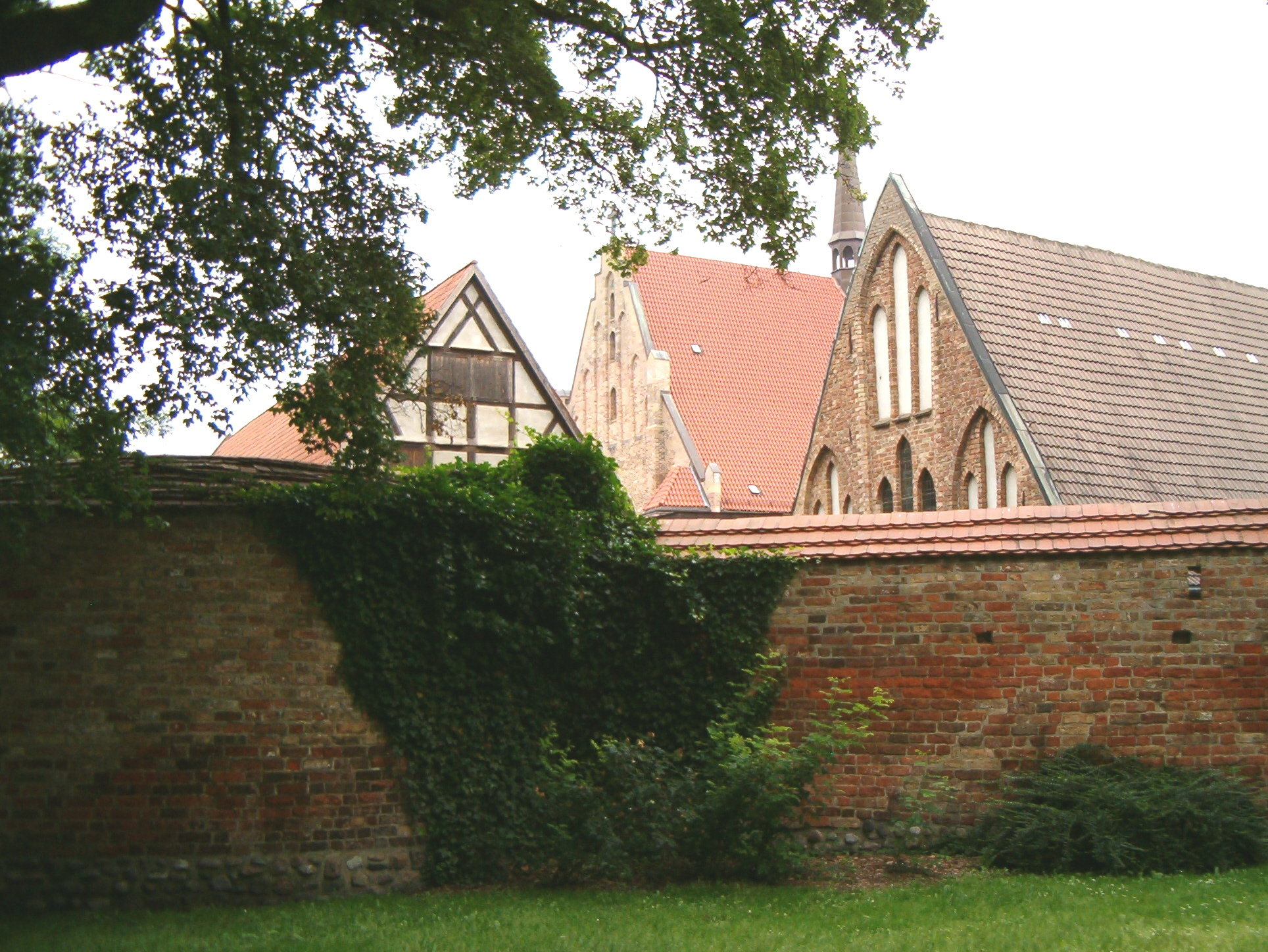
In der Höhe reduzierte Stadtmauer vor dem Kloster zum Heiligen Kreuz

1218 wurde der ersten Teilstadt um die Petrikirche das lübische Stadtrecht bestätigt. Durch Erweiterungen nach Süden entstand um die Nikolaikirche ein zweites Zentrum, das kein eigenes Rathaus erhielt. Dass im Süden dieses Stadtkerns die spätere, alle Teilstädte umschließende Mauer an der Grube (heute Grubenstraße) einen deutlichen Knick aufwies, deutet darauf hin, dass auch diese Siedlung bereits über eine Befestigung verfügte. Auch der spätere Schweinehirtenturm war dort am Verlauf dieses Mauerteils ausgerichtet, auf Höhe der heutigen Viergelindenbrücke ist deshalb ein Westtor zu erschließen. Westlich der Altstadt entstanden mit der Mittelstadt um die Marienkirche und die Neustadt um die Jakobikirche zwei weitere befestigte Siedlungen, die jeweils über eigene Rathäuser verfügten. Möglicherweise bildeten die Umfriedungen der vier Siedlungskerne bereits eine geschlossene Anlage.

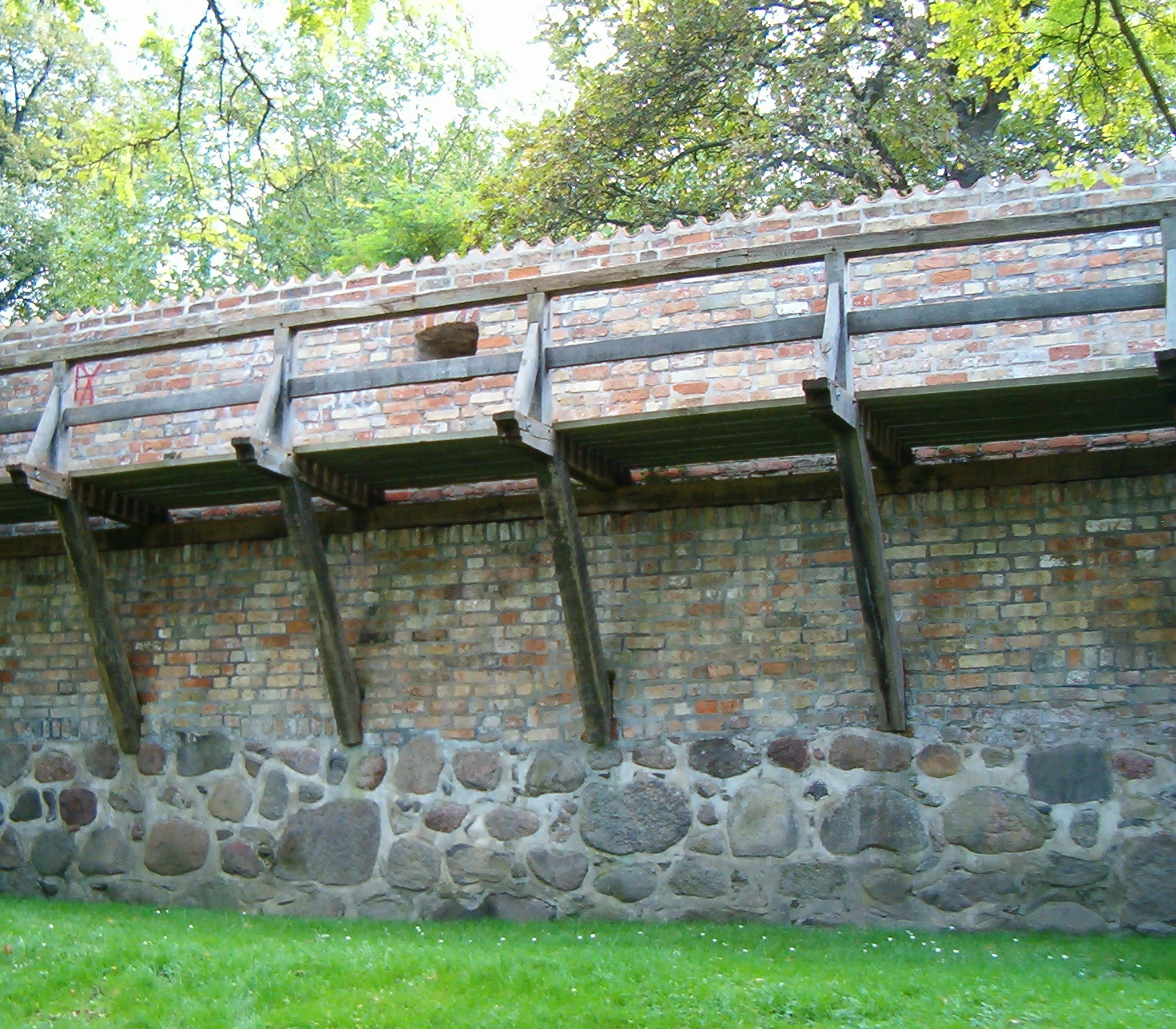
Stadtmauer mit rekonstruiertem Wehrgang

Nachdem sich die drei Teilstädte 1265 zusammengeschlossen hatten, wurde die Stadtbefestigung systematisch ausgebaut. Die Stadtmauer war rund drei Kilometer lang, umschloss eine Fläche von ungefähr einem Quadratkilometer und war bis zu 1,20 Meter dick. Sie bestand zum größten Teil aus Backsteinziegeln, auf einem Granitfundament von erratischen Blöcken. Die Mauer hatte eine schräge Ziegelbedachung und schmale, nach innen erweiterte Schießscharten, wie sie an Teilen der Mauer im Nordosten rekonstruiert wurden. Halbrunde Wiekhäuser, vor allem im Südwesten, verstärkten sie in regelmäßigen Abständen, später wurden einige davon zu Türmen erweitert. Seit 1400 waren der Stadtmauer zwei Wälle und zwei Gräben vorgelagert, von denen der äußere Wasser führte. In etwa drei Metern Höhe konnten unterhalb der Mauerkrone im Bedarfsfall hölzerne Wehrgänge angelegt werden. Im Bereich des Klosters zum Heiligen Kreuz und beim Lagebuschturm wurden solche Wehrgänge 1982/83 wiederhergestellt.

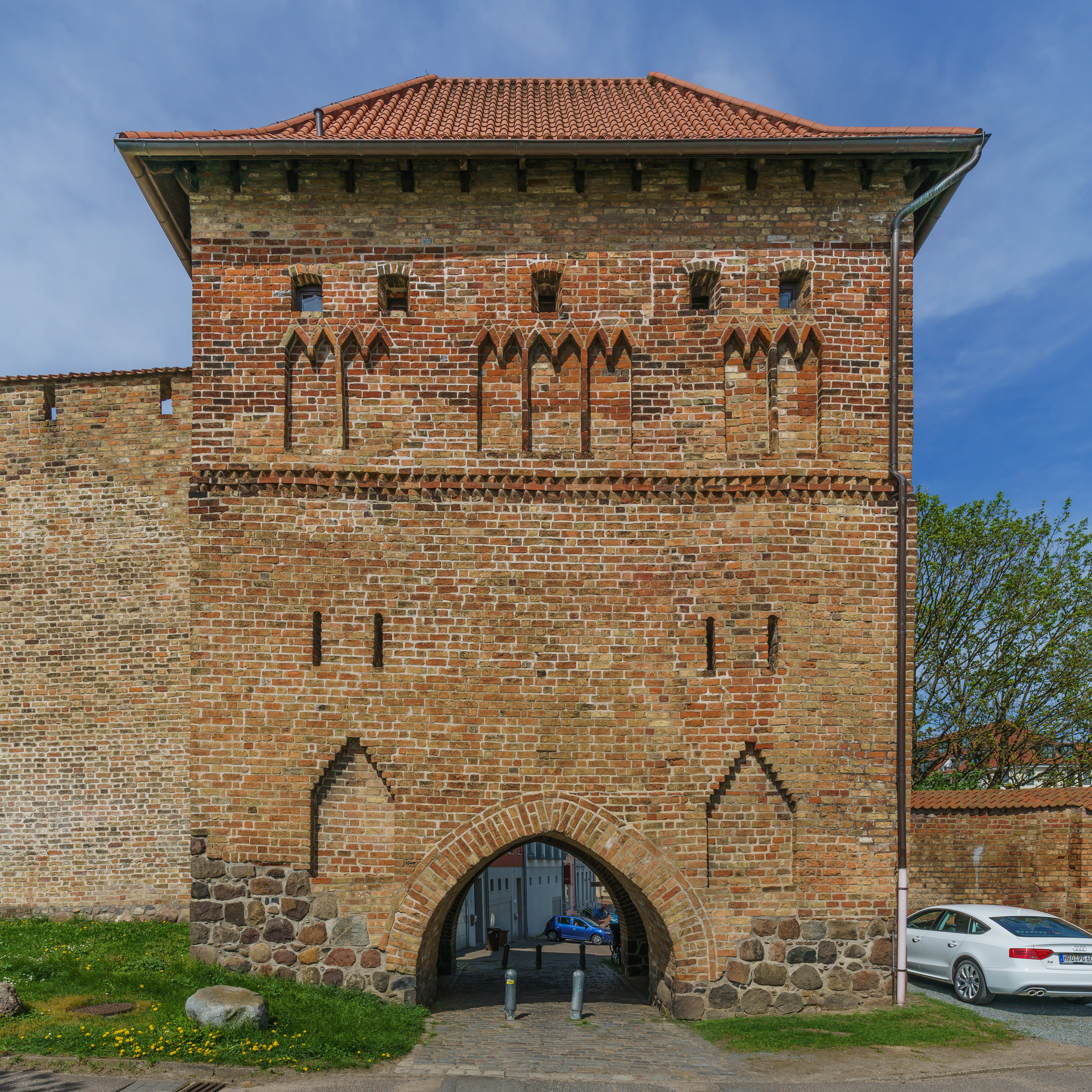
Das Kuhtor bewahrt noch die Gestalt der Rostocker Stadttore im 13. Jahrhundert.

Die Stadttore entstanden im 13. Jahrhundert als schlichte, weitgehend schmucklose Baublöcke mit einfachen backsteingotischen Formen, wie sie das Kuhtor bis heute bewahrt. Wuchtige Stadtportale wie das Holstentor in Lübeck oder das Krantor in Danzig gab es in Rostock nicht. Als Mittel der architektonischen Repräsentation waren die Stadttore Rostocks auch insgesamt zurückhaltender als diejenigen kleinerer Hansestädte wie Salzwedel, Stendal, Demmin, Anklam oder Tangermünde. Die bedeutenderen Hansestädte Mecklenburgs und Pommerns, Wismar, Stralsund und Greifswald, teilten dagegen die relative Schlichtheit der Stadteingänge. Im 14. und 15. Jahrhundert wurden jedoch sechs Land- und neun Strandtore zu Tortürmen erweitert. Seit Ende des 14. Jahrhunderts demonstrierte Rostock seine Bedeutung vor allem durch die Höhe des Kröpeliner Tores. Vor dem Steintor kam dazu der 1526 begonnene Zwinger, ein runder Turmbau, als zusätzlicher Schutz eines der wichtigsten Zugänge zur Stadt.
Zum Schutz der Grundstücke außerhalb der Stadtmauer dienten die natürlichen Wasserläufe, Gräben, Wälle und Dornenverhaue als Landwehr. Diese Zingel waren teilweise durch Block- oder Fachwerkhäuser und Pforten zusätzlich gesichert. Seit Ende des 15. Jahrhunderts finden sich in Rostock auch Schanzen zur Verteidigung. Diese wurden jeweils von bestimmten Zünften besetzt, nach denen sie auch ihre Namen erhielten. 1494 entstand der wall vppe deme Küterbroke, Anfang des 16. Jahrhunderts der Wullenwewer-Wall. 1559 beschloss der Rat der Stadt, Rostock mit Rondellen und Wällen zu befestigen, die jeweils einen eigenen Kommandanten bzw. Hauptmann erhielten.

### Auseinandersetzungen mit den Fürsten im 16. Jahrhundert

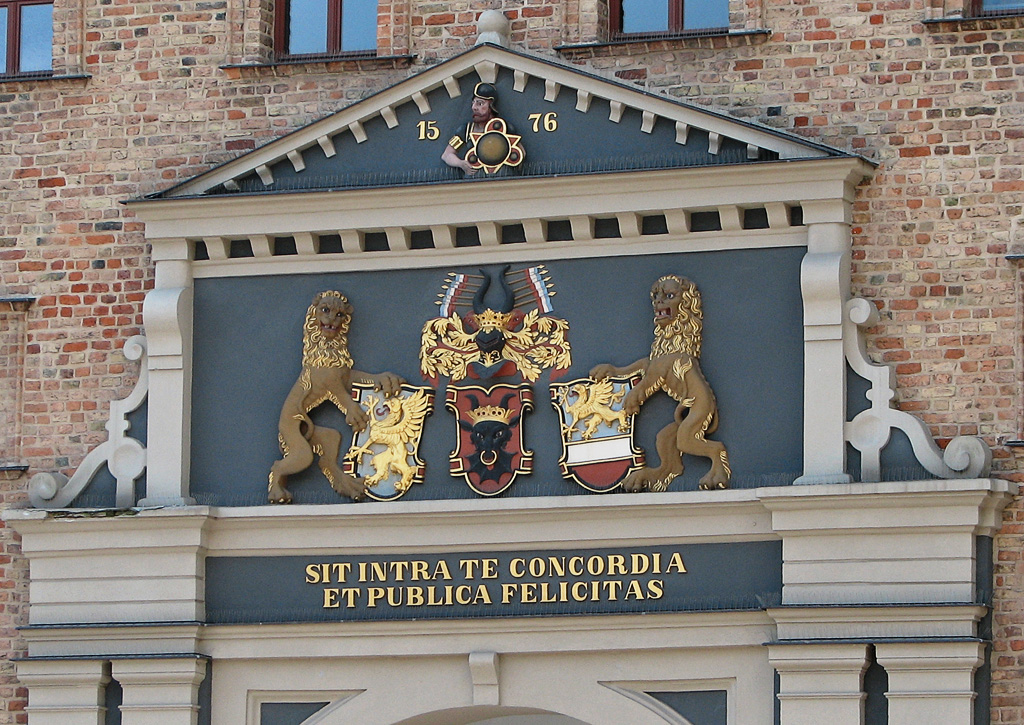
Bauschmuck auf der Stadtseite des Steintors

Andauernde Konflikte mit den Landesherren gipfelten darin, dass Johann Albrecht I. 1565 während der Arbeiten an den Rondellen und Wällen mit 500 Reitern in die Stadt einmarschierte. Im folgenden Jahr ließ er das Steintor, dessen Vortor, den Zwingerhof mit seinem Tor, den Teil der Stadtmauer vom Wiekhaus am Dominikanerkloster bis zum Kuhtor und den „Turm auf dem Rammelsberg“ mit Wällen, Gräben und Brücken sowie Teile der Ost- und Südseite des Klosters schleifen. Damit war die Stadt an einer wichtigen Stelle offen und somit empfindlich geschwächt. Aus den Steinen der abgerissenen Bauten ließ er mit Hilfe von 500 Bauern aus der Region eine eigene landesherrliche Festung im heutigen Rosengarten bauen, die in die Stadt hineinragte. Herzog Johann Albrecht selbst war am 25. Februar vom Pferd gestiegen, um den ersten Spaten Erde zur Schanze aufzuwerfen. Er beabsichtigte, seine Festung sprichwörtlich „so fest wie Ziegenhain“ auszubauen. Die städtischen Geschütze wurden in der Festung aufgestellt und auf Rostock selbst gerichtet. So hatte der Landesherr jederzeit freien Zutritt in die Hansestadt und konnte diese besser kontrollieren. Der Bau wurde in den nächsten Jahren fortgesetzt. Gegen Überfälle in dieser Zeit schützten sich die Rostocker mit Ketten, Schlagbäumen und Wachen.
Erst mit dem Ersten Rostocker Erbvertrag  vom 21. September 1573, konnte die Stadt unter Preisgabe wichtiger Privilegien, denen die Stadt ihre Unabhängigkeit gegenüber dem Landesherrn verdankt hatte, den Konflikt zunächst beenden. Sie musste dem Fürstenhaus die Erbherrschaft sowie die hohe Gerichtsbarkeit über die Stadt zugestehen.
Nachdem die Bürger sich vom Herzog das Recht dazu hatten erkaufen müssen, schleiften sie im folgenden Frühjahr dessen Festung und schritten 1574 bis 1577 zum teuren Wiederaufbau der Mauer. Baumeister Anton Bawald wurde beauftragt, Wall und Mauer anstelle der Festung zu errichten. Am 10. Mai 1574 begann man mit dem Wiederaufbau der Mauer vom Kuhtor aus und mit den Arbeiten am Wall vom Zwinger Richtung Mühlentor. Am 17. Juni wurde an der Stelle des ehemaligen Gefangenenturms auf dem Rammelsberg das Fundament des Lagebuschturms gelegt, und noch im Sommer 1574 begannen die Arbeiten am Steintor. Erst dieser Neubau legte deutlich mehr Wert auf Bauschmuck im zeitgenössischen Renaissancestil als die früheren gotischen Torbauten. Die Schaufront lag dabei auf der Stadtseite, während die Feldseite von großer Schlichtheit geprägt war. 1576 wurde dann der Bau der Mauer bis zum Kloster St. Johannis fortgesetzt. Auch danach gingen die Arbeiten weiter. Vor allem an den Wällen, die allerdings sehr beschwerlich waren und 1582 unterbrochen wurden, weil die Arbeiter an anderen Stellen gebraucht wurden. 1586/87 sind aber wieder Klagen über diese Arbeit zu finden.

### Die Fortifikation im Dreißigjährigen Krieg

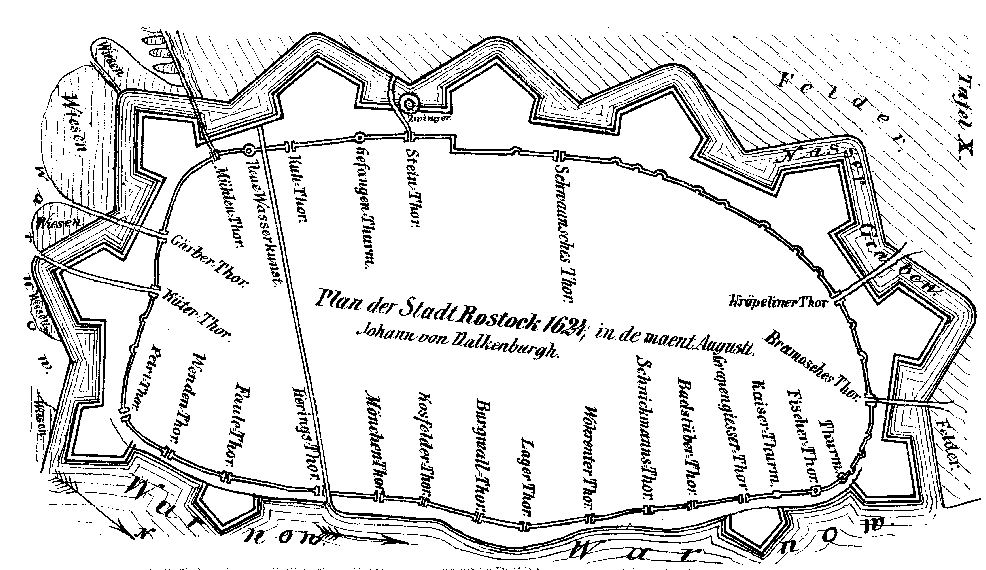
Johan van Valckenburghs Plan zur Fortifikation Rostocks von 1624

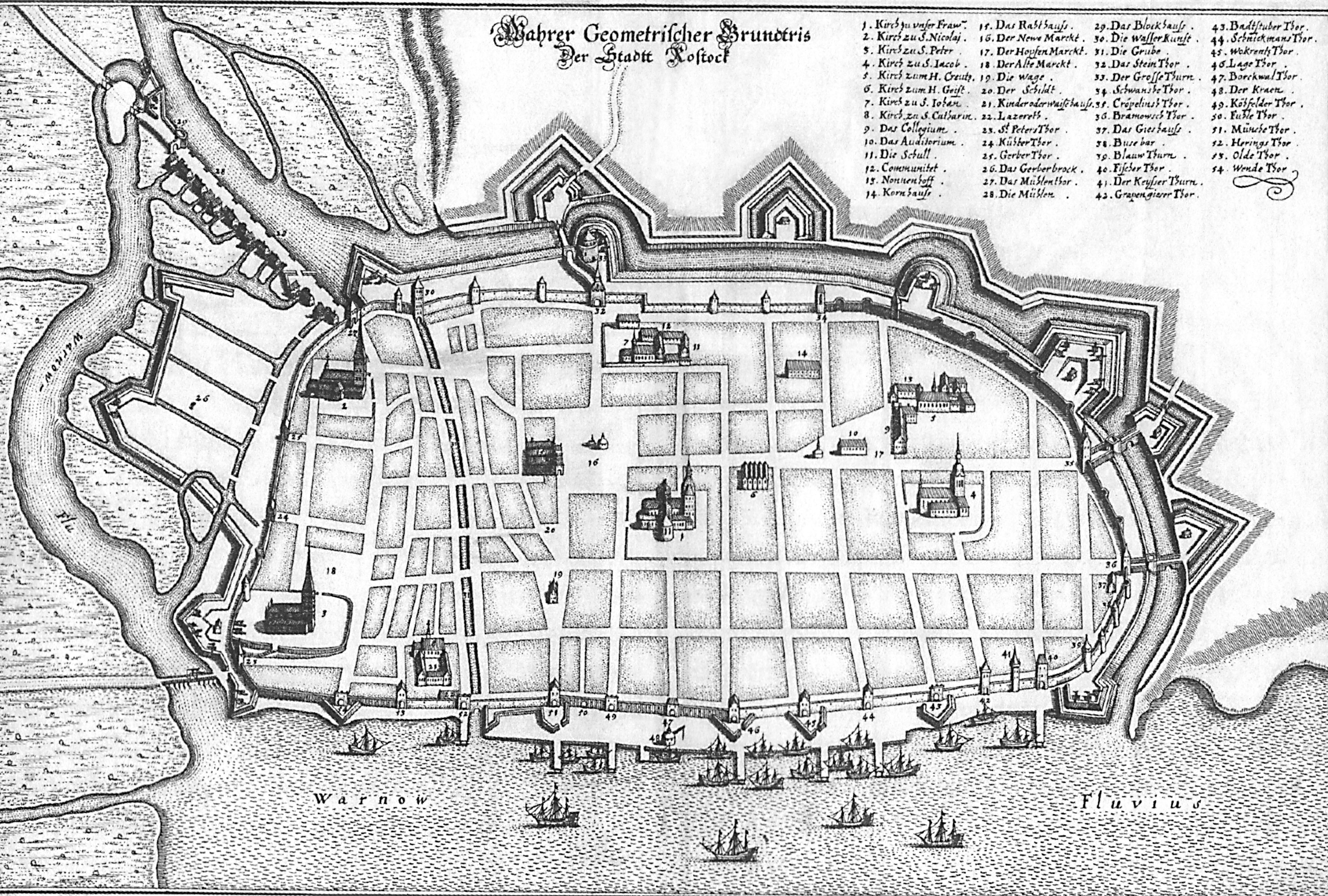
Caspar Merian: Plan der Stadt Rostock aus dem Jahr 1653 (unten der Stadthafen im Norden der Stadt)

Politisch versuchten sich die Hansestädte in der Zeit vor dem Dreißigjährigen Krieg (1618–1648) gegen die Fürsten zu stärken, indem sie engere Bündnisse eingingen. 1605 schlossen sich bereits fünf Städte, darunter Lübeck, Hamburg und Bremen zu einem engeren Bündnis zusammen. Andere Städte wie Rostock folgten später über den Umweg des Vertrags mit den Niederlanden. Diese Städte stellten 1608 einen Generalobersten ein, den Grafen Friedrich zu Solms, der nun u. a. auch einen Ingenieur für die Festungen halten sollte. Da der Handel durch die Ereignisse im Vorfeld des Krieges bereits schwer in Mitleidenschaft gezogen war, suchten die Städte nach einer Macht, welche ihnen den nötigen Rückhalt bot. Lübeck unter dem Bürgermeister Heinrich Brockes sah hierzu nur die Generalstaaten in der Lage, sowie deren Statthalter Moritz von Oranien. Am 17. Mai 1613 vollzog erst nur Lübeck diesen Schritt, unter den anhaltenden Missständen folgten die anderen Städte allerdings bald. Rostock im Juni 1616.
Rostock hatte schon im Vorfeld einige notwendige Veränderungen der Befestigung vorgenommen. Am 7. März 1608 wurde der Bau der Fischerbastion begonnen, eines Rondells am blauen Turm. Am 29. April 1611 der einer steinernen Brücke am Steintor, am 15. März 1613 wurde beschlossen, den neuen Zingel als Tor zu verfertigen, sowie die Zugbrücke zu restaurieren, am 26. April, mit Bauungen am Wall fortzufahren und diesen mit Holz zu verbauen, dass das Wasser nicht durch die Brücke kommen konnte. 1617 nun, als erste Aktion nach dem Vertrag, wurde das äußerste Tor vor dem Kröpeliner Tor, das bislang aus Holz gewesen war, mit Backsteinen aufgeführt. Auch wurde 1618 der einfache, hölzerne Schlagbaum vor dem Steintor durch ein äußeres Tor ersetzt.
Das politische Bündnis erforderte nun einerseits die Anwerbung weiterer Streitkräfte, ebenso wie die zügige Verstärkung der Befestigungen. Diese waren nicht nur in Rostock veraltet, verfallen und den technischen Entwicklungen im Geschützwesen nicht länger gewachsen. Solms setzte sich nachdrücklich für diese Arbeiten ein. Der Festungsbauingenieur, welcher am 1. Mai 1609 die Bestallung als Ingenieur der vereinigten Hansestädte erhalten hatte, war der von Moritz von Oranien selbst, denn bei ihm hatten sich die neuen Befestigungsweisen im Kampf gegen die Spanier bereits ausgezeichnet bewährt. Dieser war Johan van Valckenburgh, der währenddessen im Dienste des Prinzen Moritz blieb. Der Auftrag, den er erhielt war: „bei der Städte Festungen und Gebäuden nach allem seinem Verstande und Vermögen das beste zu raten, die vorhandenen Mängel und wie solche den Städten am träglichsten zu corrigieren, anzuzeigen“.
1613 schrieb der Rostocker Rat an Lübeck mit der Bitte um einen bauverständigen Wallsetzer. Ihm wurde die nahende Ankunft des Kapitän Valckenburg in Lübeck gemeldet. Der Rat beschloss daher am 11. Juni, diesen einzuladen, und empfing ihn bereits am 22. Juni 1613. Am 9. Juli hatte er seine Arbeit offensichtlich beendet. Der Rat berichtete, dass Valckenburg zwei Pläne gezeichnet hatte, darunter einen eher weitläufigeren. Auch eine größere Zeichnung mit exakten Maßangaben von zwei Ravelins wurde von ihm angefertigt.
1620 trat dann der holländische Kapitän Kars in den Dienst des Rostocker Rates, um den Zustand der Fortifikation zu verbessern. Er befand diese, trotz der ständigen Verbesserungen, als unzureichend. Es war nur eine Frage der Zeit, dass der Krieg auch Rostock erreichen würde. Die Torflügel aus Holz waren nicht genügend mit Eisen verriegelt und beschlagen, in den Toren selbst fehlte es an Treppen und Böden für die Wachmannschaften, im Innern der Stadt verhinderten Ställe die Erdaufschüttungen und Galerien, um an die Schießscharten zu kommen, Eschen und Obstbäume wuchsen außerdem auf den Wällen, und die Stadt sei am Kuhtor so gut wie offen, so Kars. Darüber hinaus bemängelte er, dass keine Pfahlreihen in der Unterwarnow errichtet und dort mit Schlagbaum versehen waren, um die Fahrrinne einzuschränken und das Einlaufen feindlicher Schiffe zu verhindern. Die Bürger wurden darauf von ihm nach den Kirchengemeinden in Quartiere eingeteilt, um entsprechend Stellung auf den Wällen zu beziehen. In dem zweiten Gutachten Kars' von 1623 forderte er, endlich vom Rat den Auftrag für weitere Wälle und Mauern zu erhalten, man bräuchte auch einen Ingenieur, um vor dem Steintorzingel einen Halbmond (demi lune) anzulegen, wo sich zur Stadt flüchtende Bauern schützen könnten, bis man ihnen half. Er bestand außerdem nachdrücklich auf die Verschanzung Warnemündes. Letztlich war der Kapitän sehr unzufrieden mit der Situation, dass er kaum Aufträge erhielt, und trat kurze Zeit später in den Dienst Wallensteins. Aber auch der Rat kann kein durchweg positives Verhältnis zu Kars gehabt haben, da er bereits 1620 wieder Valckenburgh um Rat bat. Erst 1623 hatte dieser aber erste Skizzen von Rostock anfertigen können, 1624 nach einem Besuch dann einen ersten Plan (siehe Abb.) 
Anfang des 17. Jahrhunderts begann Rostock, seine Befestigungsanlagen nach seinen Plänen auszubauen, die jedoch nur fragmentarisch umgesetzt werden konnten. Von Valckenburgs Plan tatsächlich ausgeführt wurde lediglich das noch heute zu besichtigende neue Werk, eine Dreiwallbastion vor dem Kröpeliner Tor mit damals noch zusätzlichem Vorwall (fausse braye). Der Baumeister war ein Werkmeister Peter von Kampen, der von dem 1625 verstorbenen Valckenburgh empfohlen worden war.
Schon früh hatte sich die Hansestadt auch auf Hansetagen auf die Seite der Kaiserlichen gestellt. Dennoch wurde in Rostock erst 1628 weiter an der Befestigung gearbeitet, als diese selbst in das Land kamen. Trotz Entschuldigungen Seitens des Rostocker Rates an Arnim forderte Wallenstein, die Arbeiten zu unterbrechen. Ihm war unübersehbar daran gelegen, die Befestigung in dem beschädigten Zustand zu belassen, und er besetzte die Stadt am 17. Oktober 1628 (wobei ihm jener Kapitän Kars, der für Rostock tätig war, die nötigen Informationen gab) um dann selbst für die Verbesserungen zu sorgen. So wurde im Juli 1628 eine Brustwehr auf dem Mühlenrondell errichtet, im September wurde das Geschütz wieder instand gesetzt und am 21. September wurde begonnen, vor dem Mönchen-, Lager- und Wokrentertor, dann im Oktober auch vor dem Bramower Zingel, Schanzen aufzuwerfen. Eine Schanze vor dem Petritor, woran aus den nahen Dörfern bis zu 300 Arbeiter zur Hilfe kommen mussten, konnte nicht fertiggestellt werden, dafür aber die Schießscharten in der Stadtmauer bei der Petrikirche. Nach einer weiteren Besichtigung der Fortifikation am 26. März 1630 wurde festgelegt, dass durch die Kaiserlichen mit Hilfe von Schanzengräbern aus umliegenden Dörfern die Ravelins vor dem Kröpeliner- und Steintor hergestellt werden sollten, von den Rostocker Bürgern dagegen die Schanzen vor dem Schwaanschen und dem Petritor. Die Kaiserlichen richteten sich auf eine Belagerung ein. So wurden auch die Windmühlen der Stadt abgebrochen, um Rossmühlen an den Wällen zu errichten. Ebenso wurde das Terrain vor den Wällen rasiert, Baracken zur Unterbringung von Soldaten an den Wällen errichtet und auch St. Georg vom 22. bis 25. August 1630 niedergerissen.
Rostock wurde dann auch 1631 durch die Herzöge von Mecklenburg zusammen mit den Schweden unter General Tott eingeschlossen und nach 4½-monatiger Belagerung übergab der kaiserliche Oberst Virmond ihnen die Stadt am 6. Oktober gegen freien Abzug seiner Truppen. Die Sieger sorgten für die weiteren Veränderungen der Fortifikation.
Am 8. Oktober 1631 erteilte Herzog Johann Albrecht Befehl, die Werke des schwedischen Lagers, sowie die Landwehr schnellstmöglich zu zerstören (was allerdings bereits begonnen wurde), und die Wälle und Außerwerke notdürftig zu reparieren. Auch sollten die Rostocker sich wieder Gewehre beschaffen, da sie durch die Kaiserlichen bei deren Abzug entwaffnet worden waren.
Am 1. Oktober 1635 verpflichtete sich die Stadt dazu, 1.400 Mann Besatzung aufzunehmen und die Befestigung wieder instand zu setzen. Die Arbeiten wurden am 28. Januar 1636 in einem Memorial des Rates konkretisiert: die Turmwächter sollten Tag und Nacht wachen, vor dem Faulen Tor das Corps de guarde repariert werden, auf dem neuen Werk die Brücke abgebrochen, die Löcher an den Brustwehren gefüllt, unten am Werk Palisaden gesetzt werden und auch das Fischerrondell so bald wie möglich ausgebessert und der Schlagbaum auf der Unterwarnow geschlossen werden, um zu verhindern, dass feindliche Schiffe in den Hafen einlaufen konnten.

### Die Befestigung bis zum 18. Jahrhundert

Plan von Rostock nach Hospitalmeister Julius Michael Tarnow 1780–90

Die eigentlichen Zerstörungen im 17. Jahrhundert hatten weniger kriegerische Ursachen, als natürliche. Bei einer Sturmflut im Jahre 1625 wurde die gesamte Stadtmauer vom Heringstor bis zum Gerbhof niedergerissen, eine weitere beschädigte 1663 das Fischerrondell schwer. Besonders während des großen Stadtbrands von 1677 litt die Mauer durch die entstandene Hitze. Der wirtschaftliche Niedergang Rostocks nach dem Ende der Hanse und den Verwüstungen durch den Stadtbrand trug zu einem zunehmenden Verfall der Stadtbefestigung bei. Die zerstörten Stellen konnten teilweise nur mit Palisaden notdürftig repariert werden.
Die Bedrohungen durch den Nordischen Krieg machten jedoch den neuerlichen Ausbau der inzwischen auch nach militärischen Gesichtspunkten veralteten Anlagen notwendig. Herzog Karl Leopold ging gleich nach seinem Regierungsantritt 1713 daran, Rostock nach den neuesten Erkenntnissen des Festungsbaus zu sichern. Pläne wurden im gleichen Jahr dazu gezeichnet (Siehe Abb.: Knesebeck, Sturm). Nach heftigem Widerstand der Rostocker Bürger, die Grabenarbeit bzw. Zahlungen zu leisten hatten und deren an die Mauer angrenzenden Gärten, Häuser und Grundstücke durch die Arbeiten in Mitleidenschaft gezogen worden wären, begnügte man sich ab 1717 mit der Reparatur der Stadtbefestigung. Planungen für einen vereinfachten Ausbau scheinen nach der Reichsexekution gegen den Herzog 1719 und dem Abzug der mecklenburgischen und russischen Truppen aus der Stadt nicht mehr zur Ausführung gekommen zu sein.

### Entfestung und Rekonstruktionen

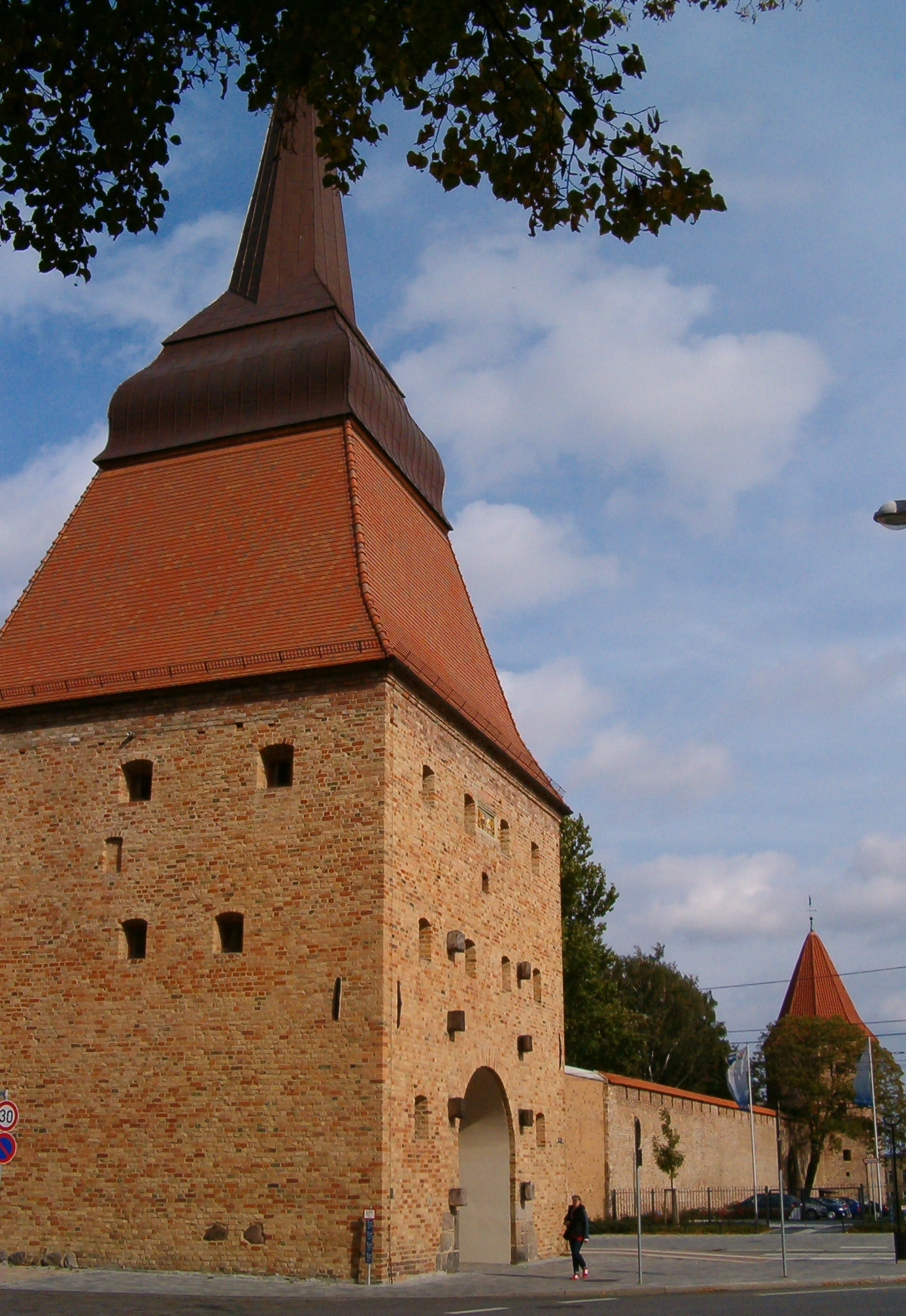
In den 1930er-Jahren restaurierter Abschnitt zwischen Steintor (links) und Lagebuschturm (rechts)

In der Mitte des 18. Jahrhunderts verlor die Stadtbefestigung ihre militärische Funktion und verfiel vollends. Den kostspieligen Unterhalt der Anlagen empfand der Stadtrat als Belastung, die Mauer und die Tore zudem als entwicklungshemmendes Verkehrshindernis. Ab 1832 setzte eine systematische Entfestigung ein, beginnend mit dem Mühlentor, nachdem bereits ab 1720 einzelne Türme abgerissen und Schanzen eingeebnet worden waren. Die Mauer zum Stadthafen wurde größtenteils abgetragen, dabei wurden die meisten Strandtore abgerissen. In anderen Abschnitten wurde die Höhe der Mauer reduziert. Zwischen Steintor und Schwaanscher Straße entstand die Wallstraße, 1857 der Rosengarten. Ab Mitte des 19. Jahrhunderts wuchs die Stadt erstmals über die Grenzen der Stadtmauer hinaus.
1936/37 wurde der Abschnitt zwischen Steintor und Grubenstraße restauriert. Dabei wurde das Kuhtor, das bis dahin verputzt war und als einfaches Wohnhaus diente, in seiner ursprünglichen Form wiederhergestellt. Im Zweiten Weltkrieg wurden besonders durch die Bombardierung Rostocks in der Nacht vom 23. zum 24. April 1942 große Teile der historischen Stadtbefestigung stark beschädigt. Während das Kröpeliner Tor kaum Schaden nahm, brannten das Stein-, das Kuh- und das Petritor völlig aus und stellten nur noch Mauerstümpfe dar. 1948 riss man die westliche Stadtmauer zwischen Kröpeliner Tor und Fischerbastion ab, um Platz für einen nie verwirklichten Aufmarschplatz zu schaffen. Das Steintor erhielt 1953 eine Kopie seines geschwungenen Turmhelmes. Die Ruine des Petritores wurde im Mai 1960 abgebrochen, da sie angeblich ein Hindernis für Kraftverkehr und Straßenbahn darstellte. 1982/83 erfolgte eine Restaurierung der Stadtbefestigung. In den 1990er-Jahren führte man Mauern am Steintor und bei der Petrikirche an Straßen heran. Am Steintor dienen seit 2005 zwölf bei Dunkelheit grün leuchtende Stelen als optische Zusammenführung von Mauer und Tor.

## Landtore

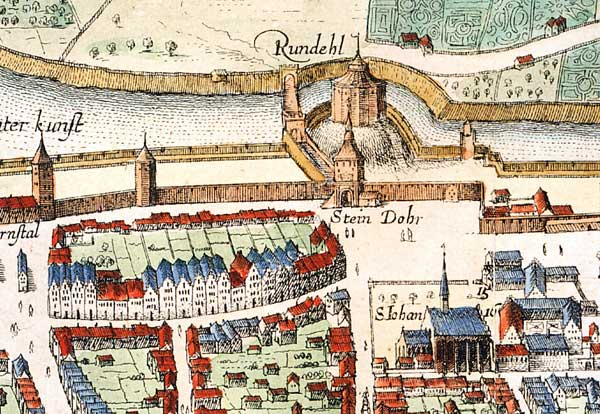
Das Steintor mit dem vorgelagerten Zwinger und dem Wassergraben (Detail aus der Stadtaufsicht Wenzel Hollars 1624/25)

Im Westen, Süden und Osten führten bis zu neun Tore in das mecklenburgische Hinterland Rostocks. Diese wurden als Landtore von den so genannten Strandtoren unterschieden, die im Norden zum Stadthafen an der Unterwarnow führten. Unter dem Verteidigungsaspekt hatten die Landtore größere Bedeutung für Rostock und waren deshalb stärker befestigt. Wohl allen Landtoren waren in etwa 20 Metern Entfernung Vortore und Zugbrücken vorgelagert. Die Tore sind in ihrer Abfolge von West nach Ost aufgelistet.

### Bramower Tor
Das Bramower Tor (Bramowsches Thor) war das westlichste Stadttor Rostocks. Seinen Namen hatte es vom ehemaligen Dorf Bramow der Rostocker Stadtfeldmark, das heute Teil des Stadtgebietes ist. Wegen seines Schieferdaches war es auch als Grünes Tor bekannt.
Das 1265 erstmals erwähnte Tor führte von der Langen Straße nach Warnemünde. Der Darstellung auf der Vicke Schorler-Rolle zufolge erhielt es dennoch einen mehrstöckigen Aufbau. Jenseits des Mauergrabens befand sich ein Vortor.
1722 wurde das Bramower Tor abgerissen. Heute erinnert nur noch der Straßenname Beim Grünen Tor an diesen Teil der Rostocker Stadtbefestigung.

### Kröpeliner Tor

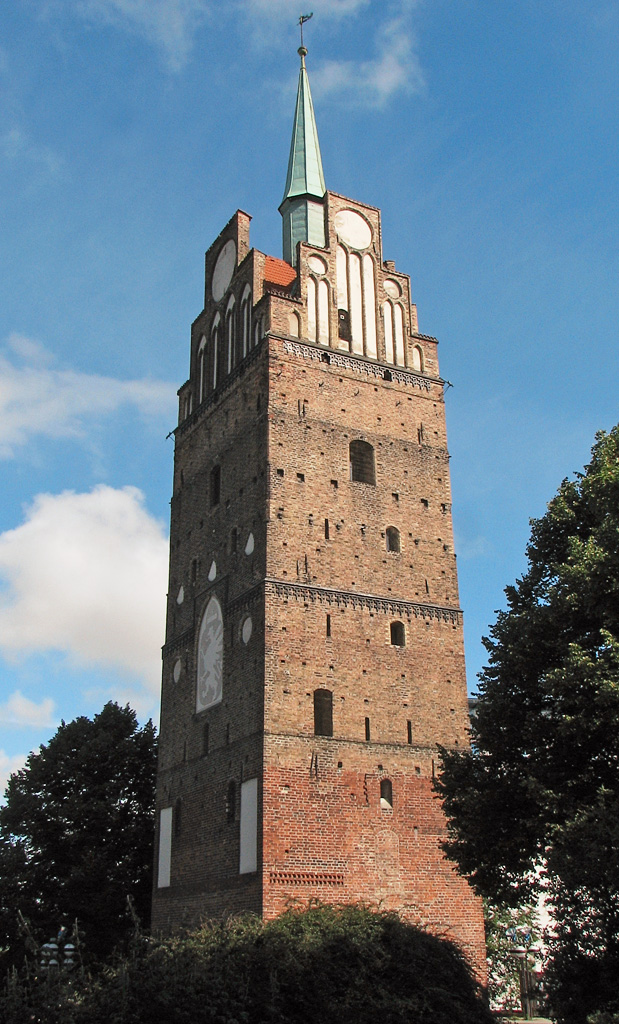
Das Kröpeliner Tor (Südseite)

Das Kröpeliner Tor (Crepelinsches Thor) wurde um 1260 erstmals erwähnt. Ob es nach der mecklenburgischen Kleinstadt Kröpelin oder nach einem Patriziergeschlecht selben Namens benannt wurde, ist umstritten. Es stellt den westlichen Abschluss der Kröpeliner Straße dar und führte auf den wichtigen Handelsweg nach Wismar und Lübeck.
Im Laufe der Zeit wurde das Tor erheblich erweitert und um 1400 um fünf Geschosse auf heute 54 Meter aufgestockt und war so das repräsentativste der Rostocker Stadttore. Die ursprünglichen zwei Geschosse sind an der unterschiedlichen Färbung der Steine noch gut erkennbar. Darüber hinaus sind Spuren des Anbaus und der Stadtmauer sowie eines hölzernen Wehrgangs sichtbar, der früher unterhalb der Turmspitze angebracht war.

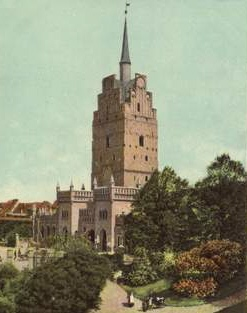
Das Kröpeliner Tor mit den neogotischen Vorbauten des 19. Jahrhunderts

1847 wurde der Torturm um einen neugotischen Vorbau erweitert. Bei Restaurierungsarbeiten wurde 1905 ein Greif in die große Spitzbogenblende der Feldseite eingefügt. 1945 wurde der Vorbau aus ästhetischen Gründen entfernt, obwohl er im Krieg unbeschädigt geblieben war. Zudem wurde ein nördlich an das Kröpeliner Tor anschließendes Stück Stadtmauer bis zur Fischerbastion zugunsten nie verwirklichter Verkehrsplanungen abgerissen. Es existieren Pläne, die Lücke zwischen Tor und Stadtmauer wieder zu schließen, die aber im April 2006 vorerst abgelehnt wurden.
Noch bis 1960 führte eine Straßenbahnlinie durch das Tor und die Kröpeliner Straße; später wurde diese in die Lange Straße verlegt.
Bei Restaurierungsarbeiten 1966–1969 wurde das Tor zum Museum für Stadtgeschichte umgebaut, welches jedoch 2004 geschlossen wurde. Seitdem ist es Sitz des Vereins „Geschichtswerkstatt Rostock“.

### Schwaansches Tor
Das Schwaansche Tor stand am Ende der Schwaanschen Straße und wurde im 13. Jahrhundert als Ausfalltor Richtung Süden angelegt. Es war ein schlanker Torturm mit Zeltdach und hohem gotischen Fenster zur Stadtseite. Tor und Straße beziehen ihren Namen von der gleichnamigen mecklenburgischen Kleinstadt Schwaan. Seine Funktion übertrug sich rasch auf das nahe gelegene Steintor, so dass das Schwaansche Tor an Bedeutung verlor und im Zuge der Fortifikation der Stadt während des Dreißigjährigen Krieges geschlossen wurde. In den 1830er Jahren wurde es zugunsten des heute noch bestehenden Gebäudes der Großen Stadtschule abgerissen.

### Steintor

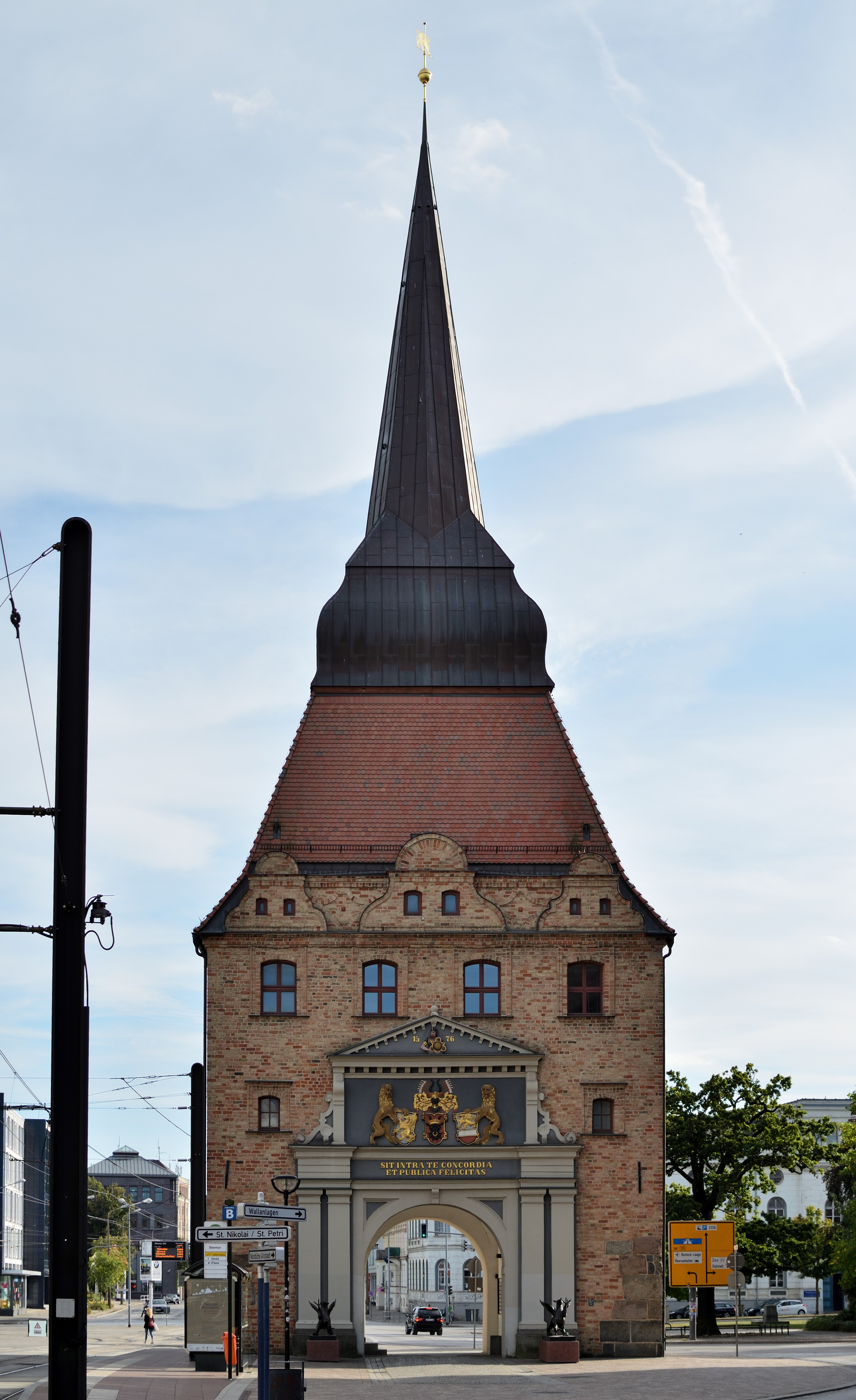
Die Schaufront des Steintores auf der Stadtseite

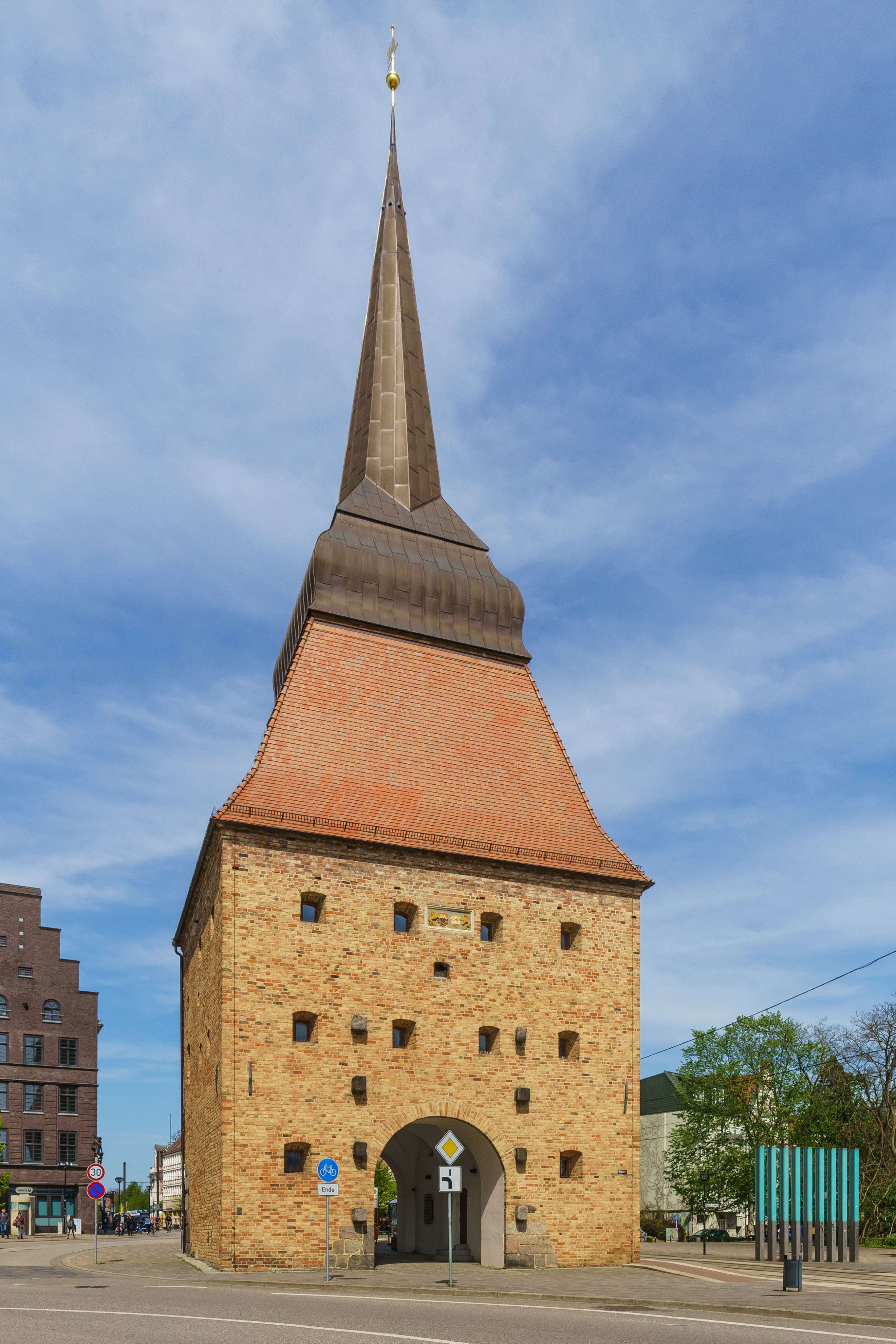
Die schlichte Feldseite des Steintores

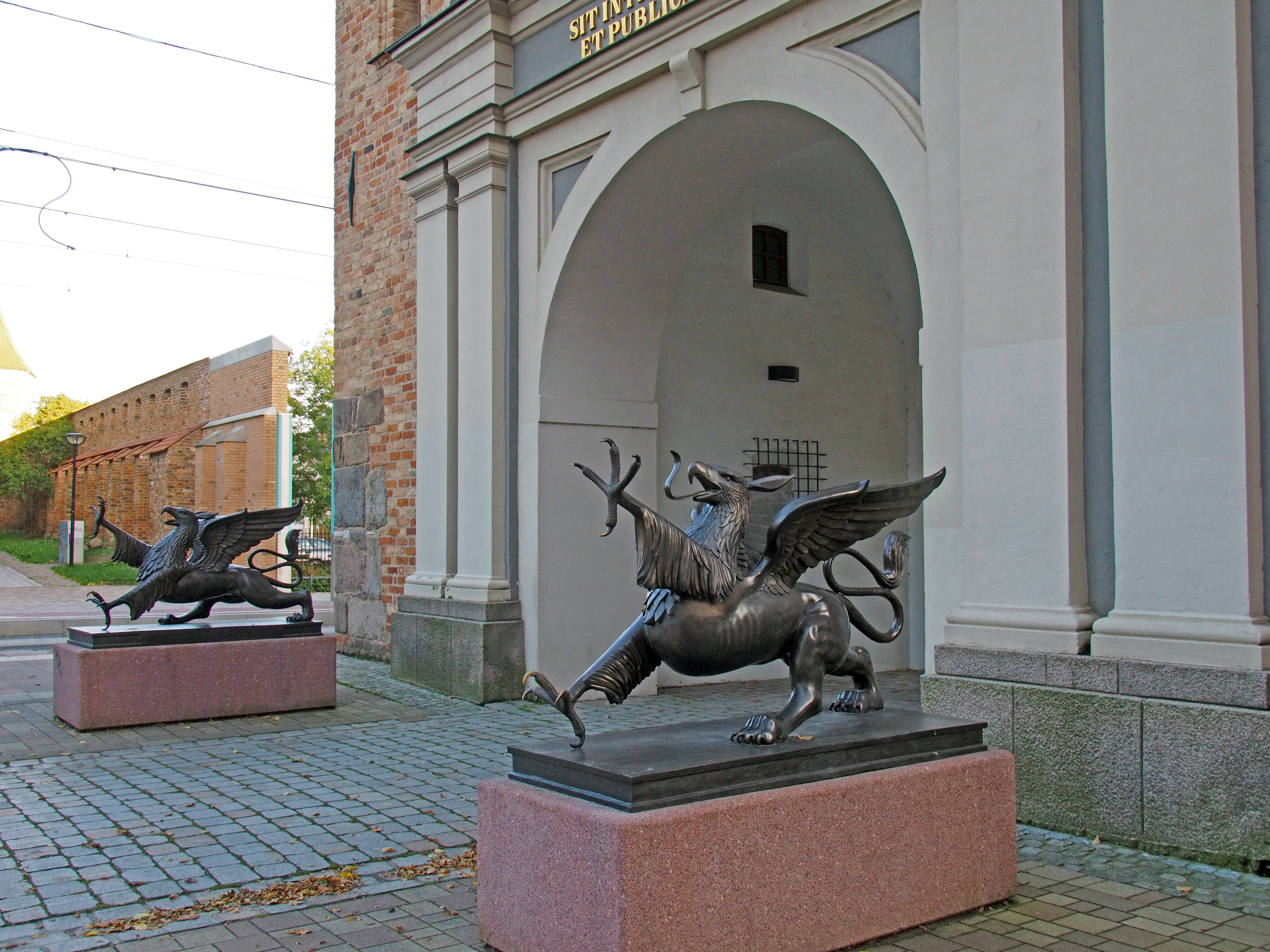
Seit 2014 stehen zwei Greife vor dem Steintor (Stadtseite)

Das Steintor (Porta lapidea) wurde in seiner heutigen Form 1574 bis 1577 im Renaissance-Stil errichtet. Das ursprüngliche, 1279 gebaute Tor löste bald das etwas weiter östlich gelegene Kuhtor (damals Altes Steintor) als Hauptportal der Stadt nach Süden ab. Wahrscheinlich glich es in seiner Größe dem frühen Kröpeliner Tor, das zur gleichen Zeit entstand. Vom Steintor führte die gepflasterte Steinstraße direkt auf den Neuen Markt, das politische und wirtschaftliche Zentrum der Stadt. In seiner ursprünglichen Form stand das Steintor knapp 300 Jahre, bis es 1565 von Johann Albrecht I. geschleift wurde.
In der Darstellung des Tors auf der Vicke-Schorler-Rolle ist zu erkennen, dass sein Dach gegen Ende des 16. Jahrhunderts noch mit Schindeln anstatt mit Schiefer gedeckt war. Die Ädikula über dem Tordurchgang ging damals über die ganze Breite des Gebäudes. In Schorlers Darstellung befinden sich im Gegensatz zu heute auch Kartuschen neben den wappentragenden Löwen. In der linken steht der Anfang eines Chorals von Joachim Magdeburg von 1572: Wer Gott vertrawt hat wohl gebawt. In der rechten steht: Durch stilsein und hoffen werdet ihr sterck (nach Jesaja 30,15). Auch die Inschrift unter den Wappen weicht von der heutigen ab, wenngleich die Bedeutungen sich nicht wesentlich unterscheiden. Beide beziehen sich direkt auf den Konflikt mit dem Herzog, der zum Abbruch des alten Tores geführt hatte. Bei Schorler heißt sie: Dominus confortet seras portarum et benedicat / filiis tuis. Intra te concordia, publica felicitas perpetua (Der Herr stärke die Riegel deiner Tore und segne deine Kinder in dir. Es herrsche in dir Eintracht und öffentliches Wohlergehen). Der erste Teil ist die Umformung einer Aussage in eine Bitte von Psalm 147,13 der Bibel, in der es heißt: Quoniam confortavit seras portarum tuarum; benedixit filiis tuis in te. (nach Luther: Denn er (Jahwe) macht fest die Riegel deiner (Jerusalems) Tore, und segnet deine Kinder in deiner Mitte.) In der Zeile darunter steht in Schorlers Darstellung: Gemeiner Fried ein schoner stand, dadurch erhelt man stadt und land. Man kann annehmen, dass dieser Teil von Schorler zusätzlich eingefügt worden war. In der heutigen Fassung lautet die Inschrift des Tors einfach: Sit intra te concordia et publica felicitas (In deinen Mauern herrsche Eintracht und allgemeines Wohlergehen).
Die Feldseite trägt ganz bewusst nur in einem kleinen Rechteck das Stadt- und Landeswappen. Noch heute sind die Steine für das Fallgitter und die Schießscharten zu sehen. Die Schlichtheit auf der der Stadt abgewandten Seite symbolisiert Wehrhaftigkeit und demonstrierte Stärke. Reichtum dagegen wurde auf der Stadtseite dargestellt. Zwei Löwen tragen dort drei historische Wappen: das der Fürsten mit dem Greifen, das große Stadtsiegel mit dem Stierkopf und das hanseatische Stadtwappen, den dreifarbigen Schild mit Greif.
Zur Feldseite des Tores stand der Zwinger, ein gedrungener Rundturm mit sechs Meter dicken Mauern, den man 1849 als Verkehrshindernis abtrug. Darüber hinaus hatte das Tor lange eine direkte Verbindung zur Stadtmauer, die zugunsten des Straßenverlaufs abgetragen wurde. Erst die Zerstörungen durch das Bombardement der Alliierten 1942 machten eine umfangreiche Restaurierung des Gebäudes notwendig, die 1950–1954 durch den Baumeister Grützmacher ausgeführt wurde. 2005 wurde die fehlende Verbindung zur Stadtmauer durch zwölf, nachts grün-leuchtende Stelen, sowie rund fünf Meter Verlängerung der noch vorhandenen Stadtmauer an der Ostseite symbolisch wiederhergestellt.

### Kuhtor

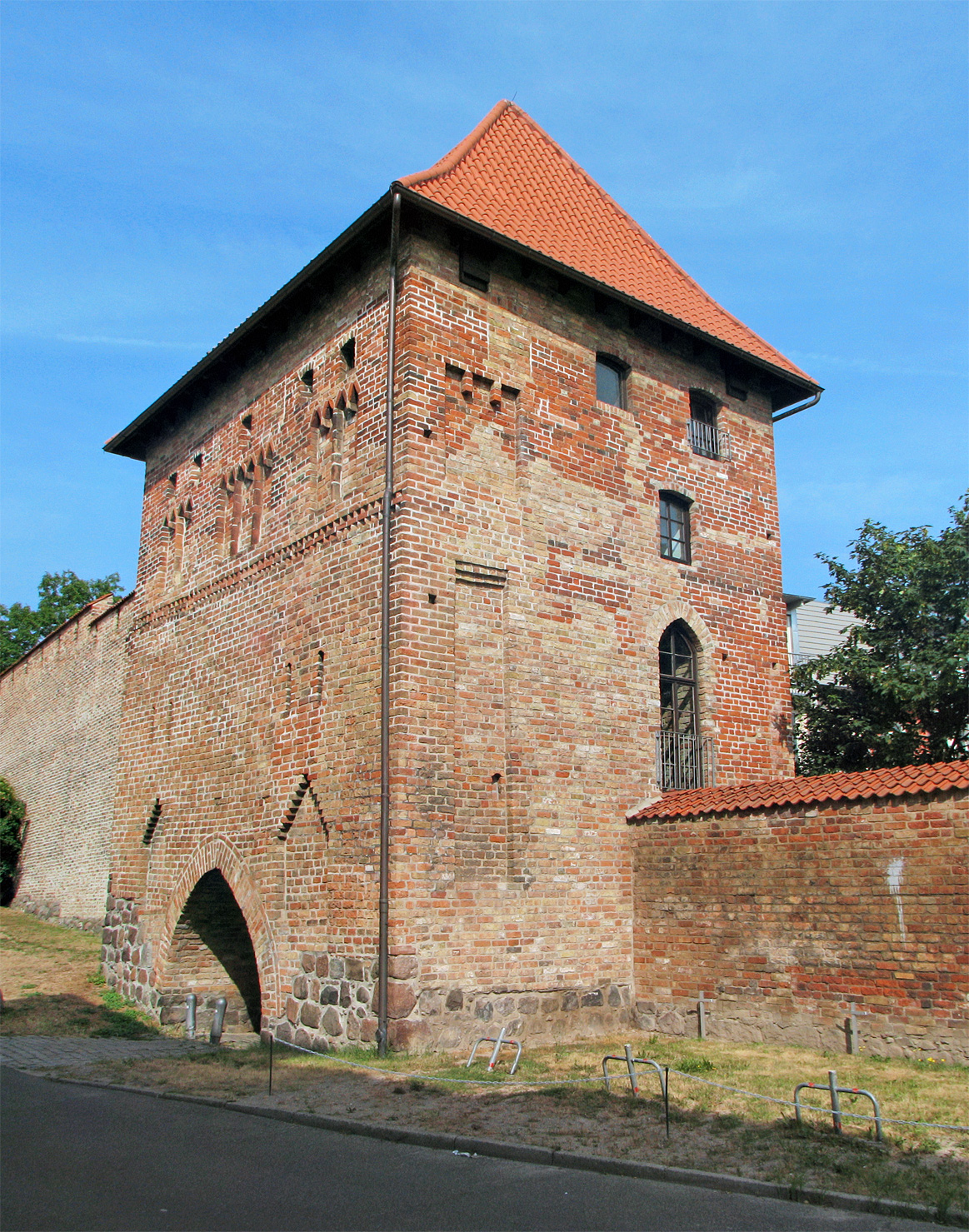
Die Feldseite des Kuhtors. Das Kuhtor bewahrt wahrscheinlich die ursprünglichste Form der Rostocker Stadttore.

Das Kuhtor wurde 1325 erstmals als solches erwähnt, stammt aber aus der zweiten Hälfte des 13. Jahrhunderts. Es wurde 1260 als Altes Steintor beschrieben. Damit ist es nicht nur das älteste der noch bestehenden Tore, sondern auch eines der ältesten Gebäude Rostocks und das älteste erhaltene Stadttor Norddeutschlands.
Es führte auf die Straße nach Bützow und Werle. Als wichtigstes Ausfalltor der Stadt nach Süden wurde es jedoch bald vom (neuen) Steintor abgelöst. Man führte jetzt nur noch das Vieh hindurch auf die Warnowwiesen, wodurch es seinen späteren Namen Kuhtor erhielt. Der viergeschossige Wehrturm ist 8 mal 9 Meter breit und hat eine Mauerdicke von 2 Metern. Das Tor hat eine Breite von 3,5 und eine Höhe von 3 Metern.
Zum Ende des 14. Jahrhunderts wurde die Feldseite zugemauert und als es ab 1608 als leichtes Gefängnis (Custodie) genutzt wurde, auch die Stadtseite. Später wurde es als Wohnung nutzbar gemacht. So wohnte seit 1671 der Büchsenmacher der Stadt im Kuhtor. Seit 1825 war es vollständig zu einem Wohnhaus umgebaut worden, das bis 1937 Stadtbediensteten, Handwerkern und Tagelöhnern als Wohnung zur Verfügung stand. 1938 wurde es teilweise rekonstruiert und auf der Feldseite der Durchfahrtsbogen mit dem frühgotischen Spitzbogen, die Blenden, sowie das deutsche Band wiederhergestellt. Vier Jahre später trafen Bomben das Tor schwer. 1962–1964 erhielt das Gebäude wieder ein Dach, aber erst 1984 wurde es vollständig rekonstruiert und war 1985–90 Sitz des Bezirksvorstands des Schriftstellerverbandes der DDR. Bis 1993 gehörte das Tor zum Kulturamt, 1998 bis 2000 wurde es erneut grundlegend restauriert und zur Wiedereröffnung einem Literaturförderkreis als freiem Träger übergeben. Seitdem beherbergt es das Literaturhaus Rostock, in dem regelmäßig Lesungen und Veranstaltungen stattfinden sowie den Literaturrat Mecklenburg-Vorpommern.

### Mühlentor
Das Mühlentor (Mollenthor, Porta molitera) stand am südlichen Ende der Straße Am Bagehl. Durch das Tor gelangte man zum Mühlendamm, einen der zwei historischen Querungen über die Oberwarnow, der zur Ausfallstraße nach Südosten führte. Der Name des Tores bezog sich auf die Wassermühlen, von denen es viele im einst weit verzweigten Netz der Oberwarnow südwestlich der Stadtmauern gab, wovon auch die Straßennamen Mühlenstraße und Mühlendamm Zeugnis ablegen. Vor dem ursprünglich gotischen Tor wurde im Zuge der Fortifikation Rostocks im Dreißigjährigen Krieg das Mühlentorravelin angelegt. Anfang des 19. Jahrhunderts musste der ursprüngliche Bau einem einfachen Flügeltor weichen, welches wiederum im Zuge der Entfestigung der Stadt ab etwa 1840 abgerissen wurde.

### Gerbertor
Das Gerbertor erhielt seinen Namen nach der Gerberstraße, die außerhalb der Stadtmauer östlich durch den Gerberbruch bis an die Warnow führte. Das Tor wird erstmals 1306 erwähnt und noch 1730 genannt. 1368 wurde es als Loertthor (d. h. Lohetor) bezeichnet.

### Kütertor
Das 1305 ersterwähnte Kütertor (Kiterbrock) wurde nach dem Küterbruch benannt, in dem die Küter (Schlachter) das Vieh ausweideten.

### Petritor

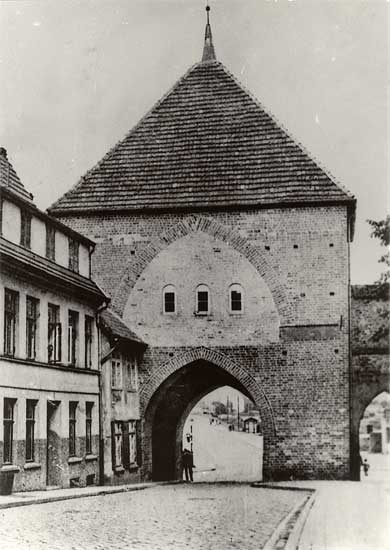
Stadtseite des Petritores

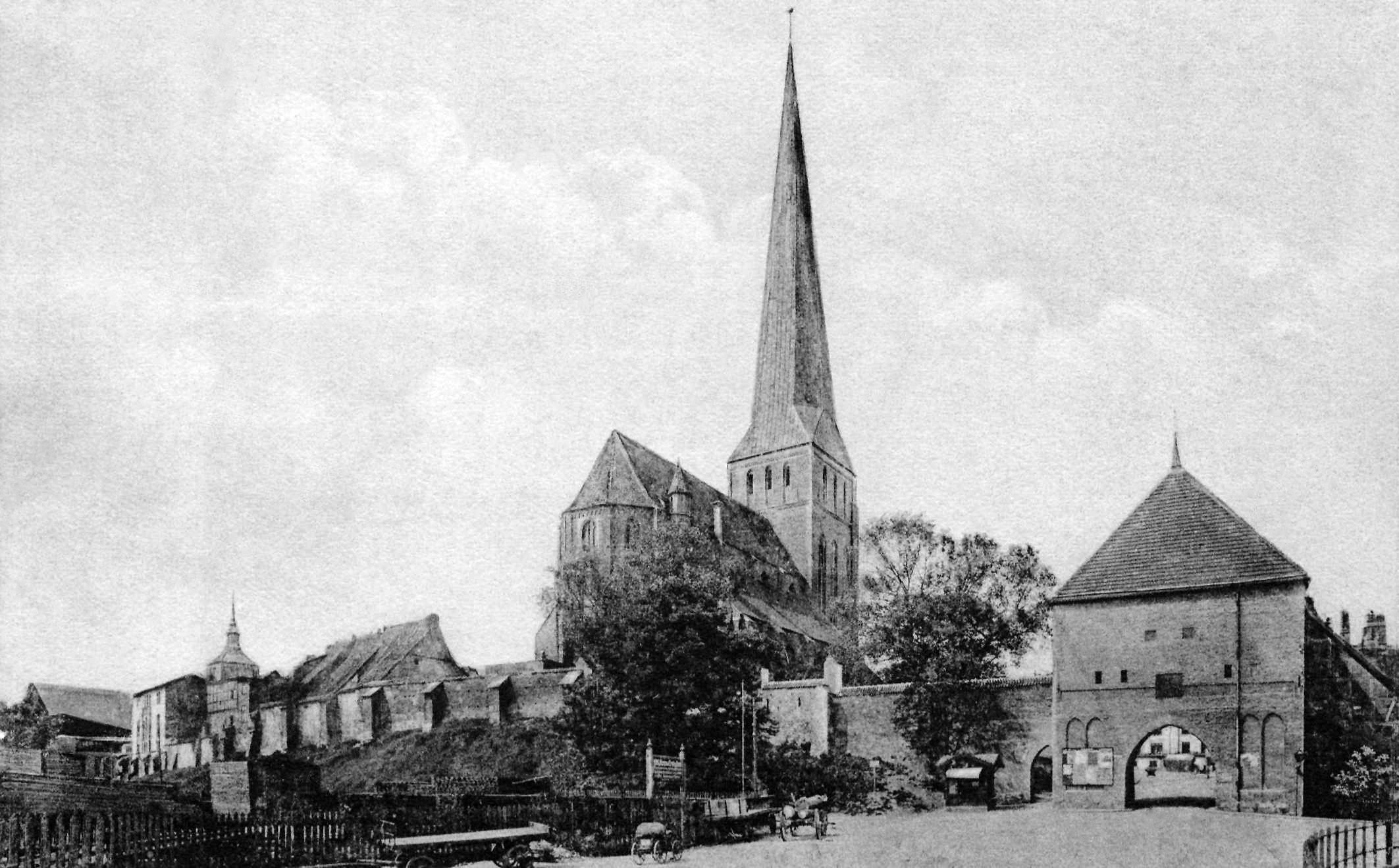
Petritor um 1900, links die Petrikirche

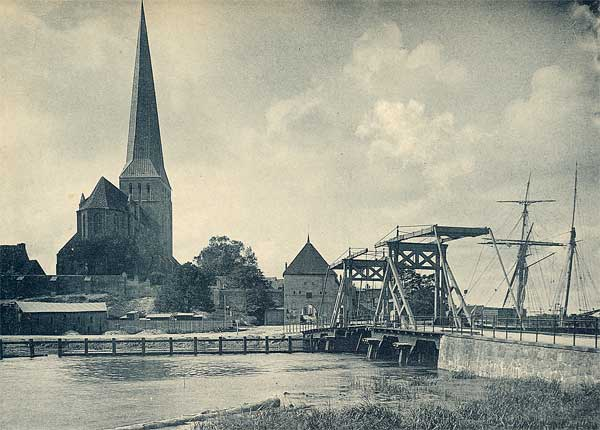
Petritor mit Petribrücke über den Warnowarm 1893

Das Petritor (St. Petersthor, Porta Sancti Petri) war eines der vier Haupttore der Stadt. Errichtet wurde es sehr wahrscheinlich gegen Ende des 13. Jahrhunderts. In seinem Aussehen und in seiner Größe ähnelte es dem Kuhtor.
Das Petritor befand sich im Osten, am Fuße der steilen Anhöhe, auf der die erste Rostocker Siedlung um die Petrikirche gegründet wurde. Vom Petritor gelangte man über den Petridamm auf die Handelsstraße Richtung Stralsund. Bei einem Umbau 1720 erhielt es ein Pyramidendach und 1935/36 wurde der nachträglich angebrachte Putz bei umfangreichen Instandsetzungsarbeiten entfernt. Die Petribrücke vor dem Tor führte bis zum Anfang des 20. Jahrhunderts über den alten Warnowarm, einem kleinen Nebenarm der Warnow. Dieser wurde jedoch zugeschüttet, um bauliche Maßnahmen im Straßenbau in diesem Bereich verwirklichen zu können.
Das Tor wurde durch das Bombardement im Zweiten Weltkrieg in der Nacht vom 23. zum 24. April 1942 durch Ausbrennen stark beschädigt, jedoch mit erhaltenen Umfassungsmauern nicht völlig zerstört. Der Abriss des Petritores am 27. Mai 1960 wurde über Nacht begonnen, um Protesten vorzubeugen. Es wurde gesprengt und die Trümmer innerhalb eines Tages abtransportiert. Als Grund dafür wurde angegeben, das Petritor habe ein gefährliches Verkehrshindernis am Ausgang der Slüterstraße dargestellt, da sich dort der motorisierte Verkehr und die Straßenbahn kreuzten.
Soll noch im städtebaulichen Rahmenplan von 1998 der Wiederaufbau vorgesehen gewesen sein, fand lange nichts in dieser Richtung statt. Allerdings gibt es heute einige Bemühungen, einen Wiederaufbau des Tors zu ermöglichen. Dabei involviert ist unter anderem der Verein für Rostocker Geschichte. 2006 wurde dann im Rahmen der Sanierung der nordöstlichen Stadtmauer ein 14 Meter langes Stück der Mauer bis an die Slüterstraße ergänzt, was sich allerdings in der Farbe der Steine unterscheidet. Die offizielle Begründung dafür ist, dass die nachträgliche Ergänzung sichtbar gemacht werden sollte. Mit der Renovierung dieses historischen Torbereichs begannen auch wieder die Diskussionen um die Errichtung eines neuen Tores. Eine exakte Rekonstruktion des historischen Tores scheint dabei derzeit nicht in Frage zu kommen, da die Zufahrt vor allem für die Feuerwehr in die Stadt an dieser Stelle gewährleistet bleiben soll.

## Strandtore

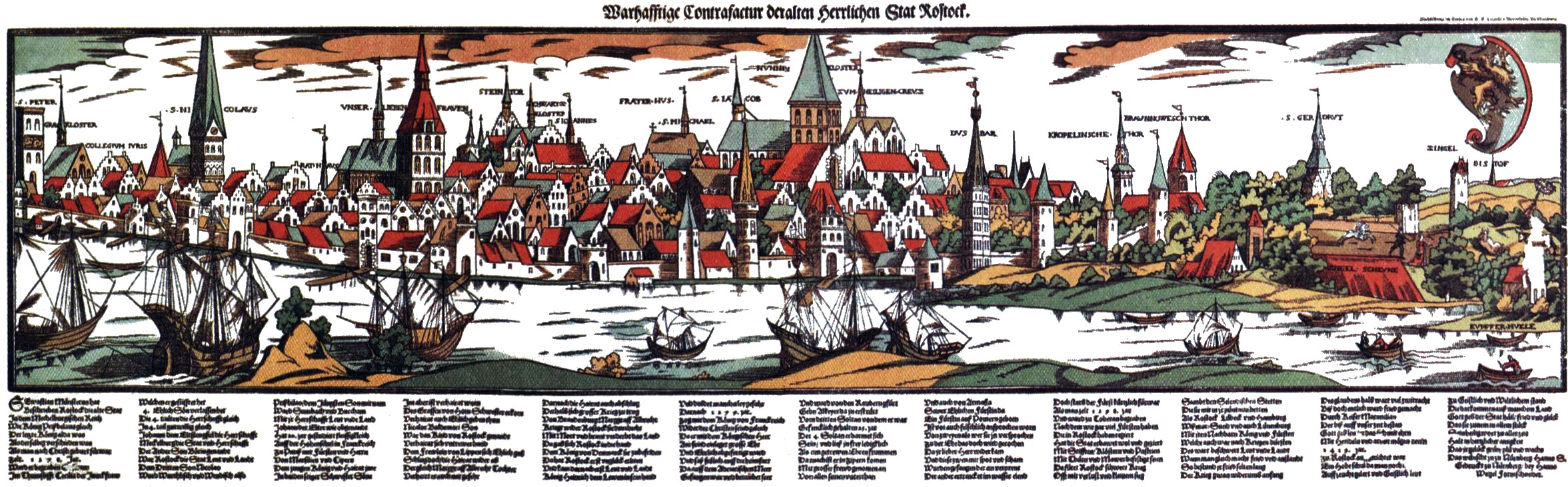
Ansicht Rostocks von 1550/60 mit dem Stadthafen und den Strandtoren im Vordergrund (Holzschnitt von Hans Weigel: Wahrhafftige Contrafactur der alten herrlichen Stat Rostock)

Die Tore zum Stadthafen wurden als „Strandtore“ oder „Wassertore“ bezeichnet und so von den „Landtoren“ unterschieden. Die Bedeutung des Hafens und die Ausrichtung der Hansestadt auf den Seehandel wird dadurch deutlich, dass die Zahl der Strand- die der Landtore übertraf. Ursprünglich handelte es sich bei allen Strandtoren um einfache Pforten, die besonders im mittleren Teil später ausgebaut wurden. Der Stadtansicht Wenzel Hollars von 1657 zufolge waren neun der Strandtore Haustore mit Stufengiebeln zur Stadt- wie zur Hafenseite, die übrigen vier (Grubentor, Weintor, Kößfelder Tor und Badstuber Tor) Mauertore (Pforten) ohne Torhaus. In die Stadtmauer waren auch auf der Strandseite ursprünglich Wiekhäuser eingelassen, die jedoch später als überflüssig angesehen und beseitigt wurden.
Die Strandtore leiteten ihre Namen von den auf sie zuführenden Straßen ab. Vor sieben von ihnen lag eine gleichnamige Landungsbrücke: Mönchen-, Koßfelder-, Burgwall-, Lager-, Wokrenter-, Schnickmanns- und Fischerbrücke. Zeitweise waren mehr als sieben Brücken vorhanden, so lagen vor dem Gruben- oder Heringstor an der Einmündung der Grube eine bzw. zwei Brücken (W. Hollar).
Für die Stadt und die Landesregierung verloren die Strandtore erst in den 1860er Jahren ihre Bedeutung, als der dort erhobene „Torzoll“ fiel. Mit Ausnahme des Mönchentores waren bis 1896 alle Strandtore abgerissen. Die Tore sind in ihrer Abfolge von West nach Ost aufgelistet.

### Fischertor

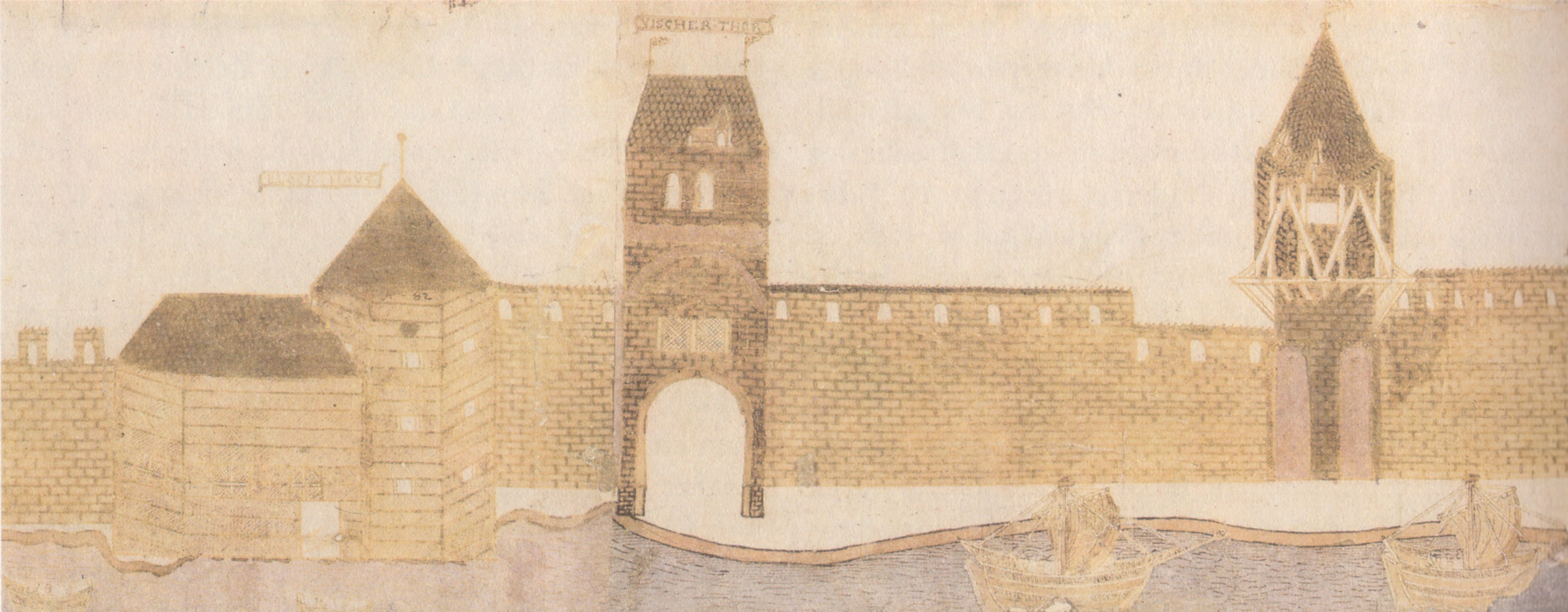
Das Fischertor auf der Vicke Schorler-Rolle

Das gotische Fischertor (Vischerthor, Porta piscaria) war das westlichste der Strandtore. Es stand am nördlichen Ende der Fischerstraße und wurde 1319 zum ersten Mal erwähnt.
Das Fischertor wurde 1870 abgerissen. Wie bei den Strandtoren in Rostock üblich, hatte es ein schlichtes, wehrhaftes Äußeres. Vor dem Fischertor existierte ein abgesperrtes Hafenbecken, das den Flussfischern als Anlegestelle vorbehalten war.

### Grapengießertor
Das Grapengießertor, das die Grapengießerstraße im Norden begrenzte, wurde zwischen 1335 und 1395 ersterwähnt und später zu einem Haustor ausgebaut.

### Badstübertor
Das Badstübertor (Badtstüberthor) lag am nördlichen Ende der gleichnamigen Straße. Es wird 1326 erstmals erwähnt. Das Badstübertor erhielt keine bauliche Aufwertung zu einem Haustor, sondern hatte lediglich den Charakter einer Pforte.

### Schnickmannstor
Das Schnickmannstor begrenzte die Schnickmannstraße im Norden. Über sie und die südlich anschließende Breite Straße gelangte man direkt zum Hopfenmarkt, dem heutigen Universitätsplatz. Namensgeberin von Straße und Tor war die Rostocker Patrizierfamilie Schnickmann. Die Kaufmannsbrücke vor dem Tor bildete den westlichsten Punkt des Stadthafens. Das Tor fand seine erste Erwähnung 1310.
Im Zuge der Entfestigung der Stadt nach den Befreiungskriegen wurde das Schnickmannstor abgerissen.

### Wokrentertor
Das Wokrentertor (Wuckrenterthor) stand am Nordende der Wokrenterstraße, benannt nach der gleichnamigen Kaufmannsfamilie und dem 30 km südwestlich liegenden Dorf gleichen Namens, heute ein Teil von Jürgenshagen. Es wurde 1310 ersterwähnt.

### Lagertor
Am nördlichen Ende der Lagerstraße stand das Lagertor, das 1327 zum ersten Mal erwähnt wurde. Nachdem es 1608 abgebrannt war, wurde das Lagertor in unveränderter Gestalt wieder aufgebaut. 1870 wurde es auf "Abriss verkauft" und im selben Jahr abgerissen.

### Burgwalltor

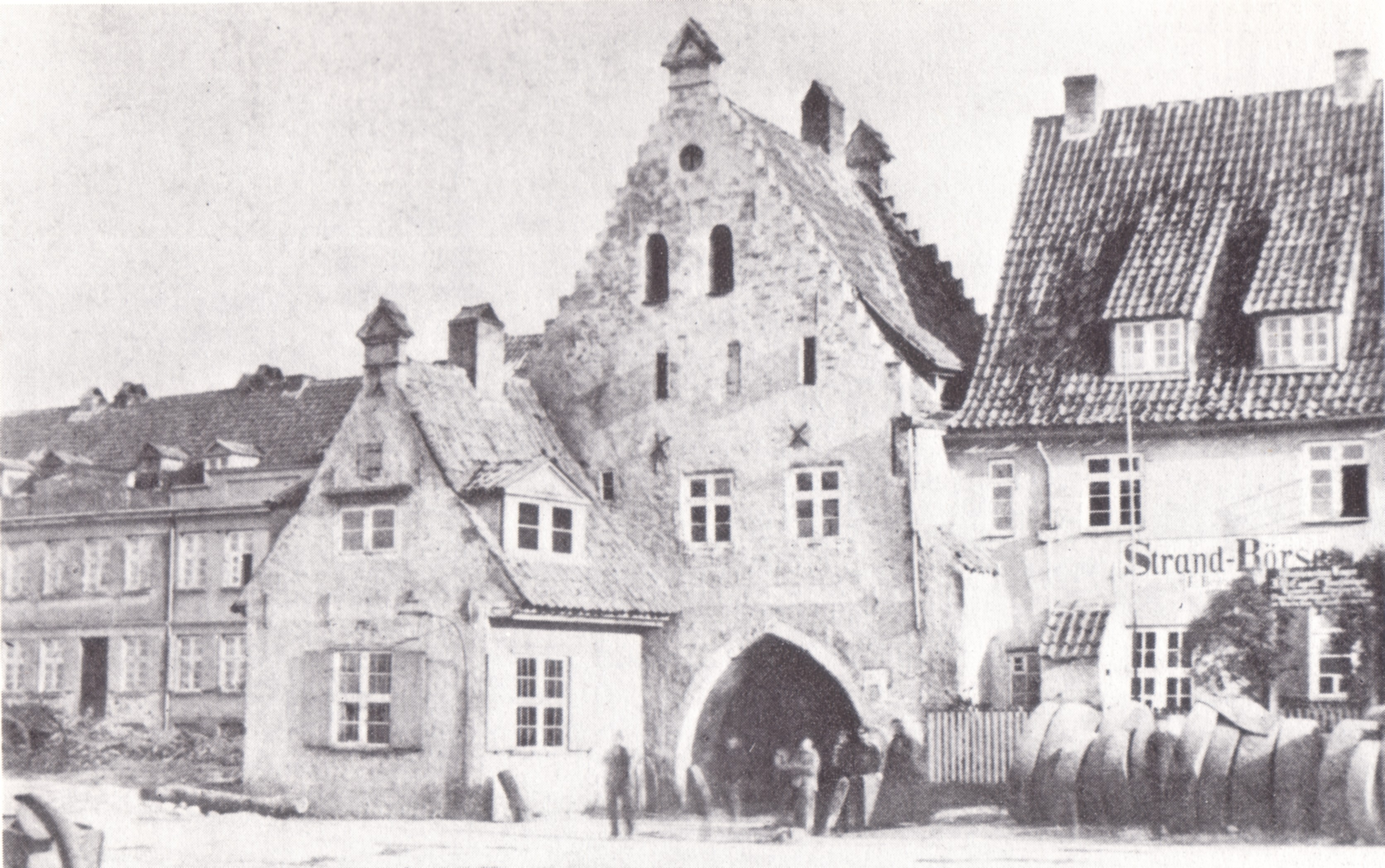
Das Burgwalltor 1868. Der Anbau links war ein 1865 gebautes Zollhäuschen.

Das Burgwalltor (Borchwalthor) ist frühestens 1334 bezeugt. Die Kaufmannsbrücke vor dem Tor bildete das Zentrum des Hafens. Hier befand sich in der frühen Neuzeit bis 1887 ein hölzerner Tretkran (ursprünglich ein Steinkran) für die Verladung der Waren sowie seit 1865 ein Zollhäuschen. 1868 wurde das Tor auf Abriss verkauft und im selben Jahr niedergelegt. Seit einigen Jahren steht eine Rekonstruktion des früheren hölzernen Hafenkrans ca. 200 m westlich nahe dem früheren Wokrenter Tor.

### Koßfeldertor
Das 1316 ersterwähnte Koßfeldertor (Kufellthor) stand am nördlichen Ende der Koßfelderstraße, von der aus man, über die heute nicht mehr vorhandene Gasse Bei der Marienkirche, direkt den Neuen Markt erreichte, einst der Haupthandelsplatz der Stadt. Tor und Straße haben ihren Namen von einer Kaufmannsfamilie, die aus der westfälischen Stadt Coesfeld stammte. Im Zuge der Entfestigung der Stadt in der Mitte des 19. Jahrhunderts wurde das Koßfeldertor abgerissen.

### Weintor
Auch am nördlichen Ende der Weinstraße befand sich ein kleines Strandtor, das Weintor. Bis ins 17. Jahrhundert hinein hieß es auch Faules Tor wie auf dem Werk von Wenzel Hollar von 1625 und Caspar Merian von 1653, da die spätere Weinstraße früher Faule Grube genannt wurde. Es ist nicht mit dem drei Tore weiter östlich gelegenen Faulen Tor (vormals Altes Tor) zu verwechseln. Dieses Weintor war ein einfaches Mauertor ohne Torbau, weniger bedeutend als seine Nachbarn und wurde um 1789 mit einem Haus überbaut. Johan van Valckenburgh hat es auf seinem Plan von 1624 nicht mehr erwähnt. Auf der Vicke-Schorler-Rolle sind beide Faule Thore als solche benannt.

### Mönchentor

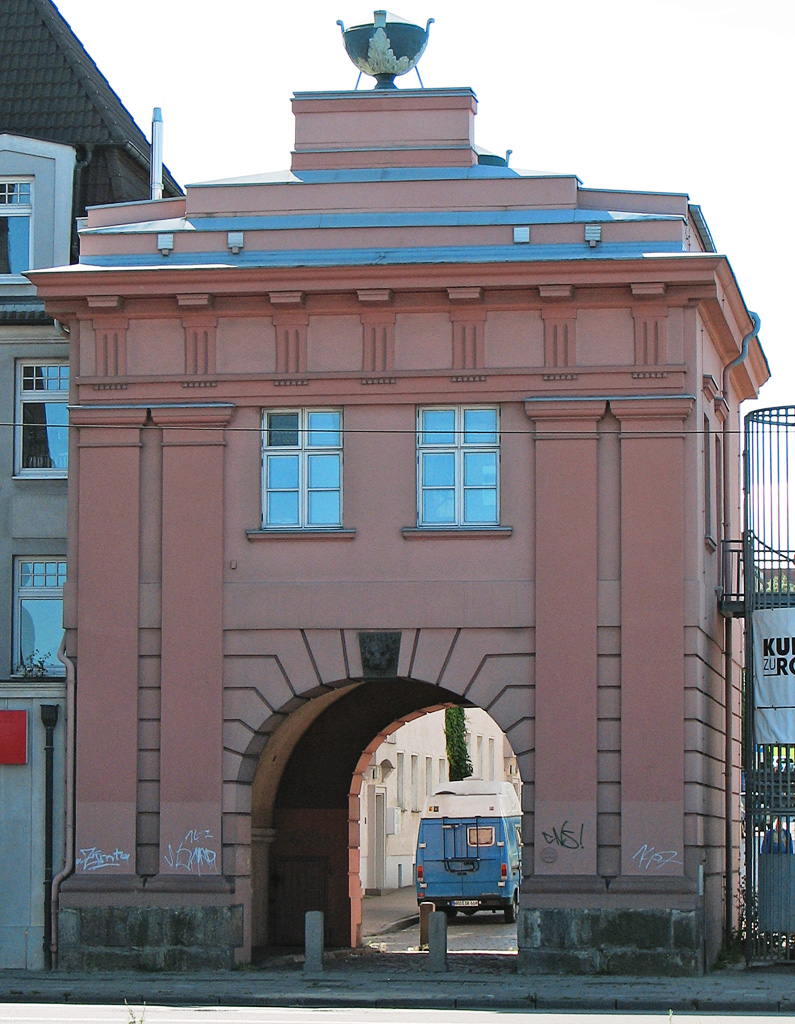
Das klassizistisch gestaltete Mönchentor (Hafenseite)

Das Mönchentor (Münchethor) ist Rostocks letztes erhaltenes Strandtor. Es bildet das strandseitige Ende der Großen Mönchenstraße in der nördlichen Altstadt. Es wurde 1316 zum ersten Mal erwähnt.
Das ursprünglich gotische Tor wurde im 16. Jahrhundert im Stil der Renaissance erneuert. Eine frühe Darstellung befindet sich auf der Vicke-Schorler-Rolle von 1586. 1805/1806 wurde ein neues Tor nach den Plänen des Universitätsprofessors Schadeloock in seiner heutigen, klassizistischen Gestalt auf dem Fundament des alten errichtet. Es erhielt Pilaster, eine abgestufte Attika sowie krönend eine Empire-Vase.
Im Obergeschoss des Tores befand sich die Wohnung des Strandvogtes. Vor dem Tor erstreckte sich „der Strand“, seit dem Mittelalter das Hafengebiet Rostocks. Die Uferstraße entlang der Unterwarnow heißt noch heute Am Strande. In der Wohnung des Strandvogtes wurde 1825 Ferdinand von Müller geboren, der als der bedeutendste Botaniker Australiens gilt.
Das Tor ist, im Gegensatz zur völlig zerstörten Großen Mönchenstraße, im Zweiten Weltkrieg nicht von Bomben getroffen worden und wurde 1990/92 renoviert. Heute nutzt der Kunstverein zu Rostock das Gebäude, der am 30. Dezember 1992 gegründet worden ist und der das Tor am 1. Februar 1994 von der Stadt erhielt.

### Grubentor
Das Grubentor befand sich am nördlichen Ende der Grubenstraße, die parallel eines einstigen Nebenarms der Unterwarnow, der Grube verlief. Der Nebenarm verließ die Stadt in den Hafen durch eine Wasserpforte in der Mauer. Das Grubentor befand sich demnach an der Grenze zwischen Alt- und Mittelstadt und wurde als solches 1385 ersterwähnt. Bereits 1364 taucht es jedoch als Heringstor in den Stadtbüchern auf. Der Name findet sich auch auf den Werken von Hollar und Merian. Wegen des nahen Lazaretts (Pesthaus) hieß es im 17. Jahrhundert auch Lazareththor. Es behielt seinen ursprünglichen Charakter als Pforte und wurde nicht zum Haustor ausgebaut.

### Faules Tor
Das Faule Tor befand sich am nördlichen Ende der heutigen Faulen Straße, die früher Alte Straße hieß. Es wurde so 1532 ersterwähnt, ist aber unter seiner älteren Bezeichnung Altes Tor bereits seit 1290 nachgewiesen. Die Pforte wurde von einem kleinen Turm flankiert.

### Wendentor
Das Wendentor, östlichstes Strandtor, wurde 1352 ersterwähnt. Es verband die Wendenstraße mit dem Strande. Der Zugang zum Strande erfolgte durch einen kleinen Turm.

## Wiekhäuser und Türme

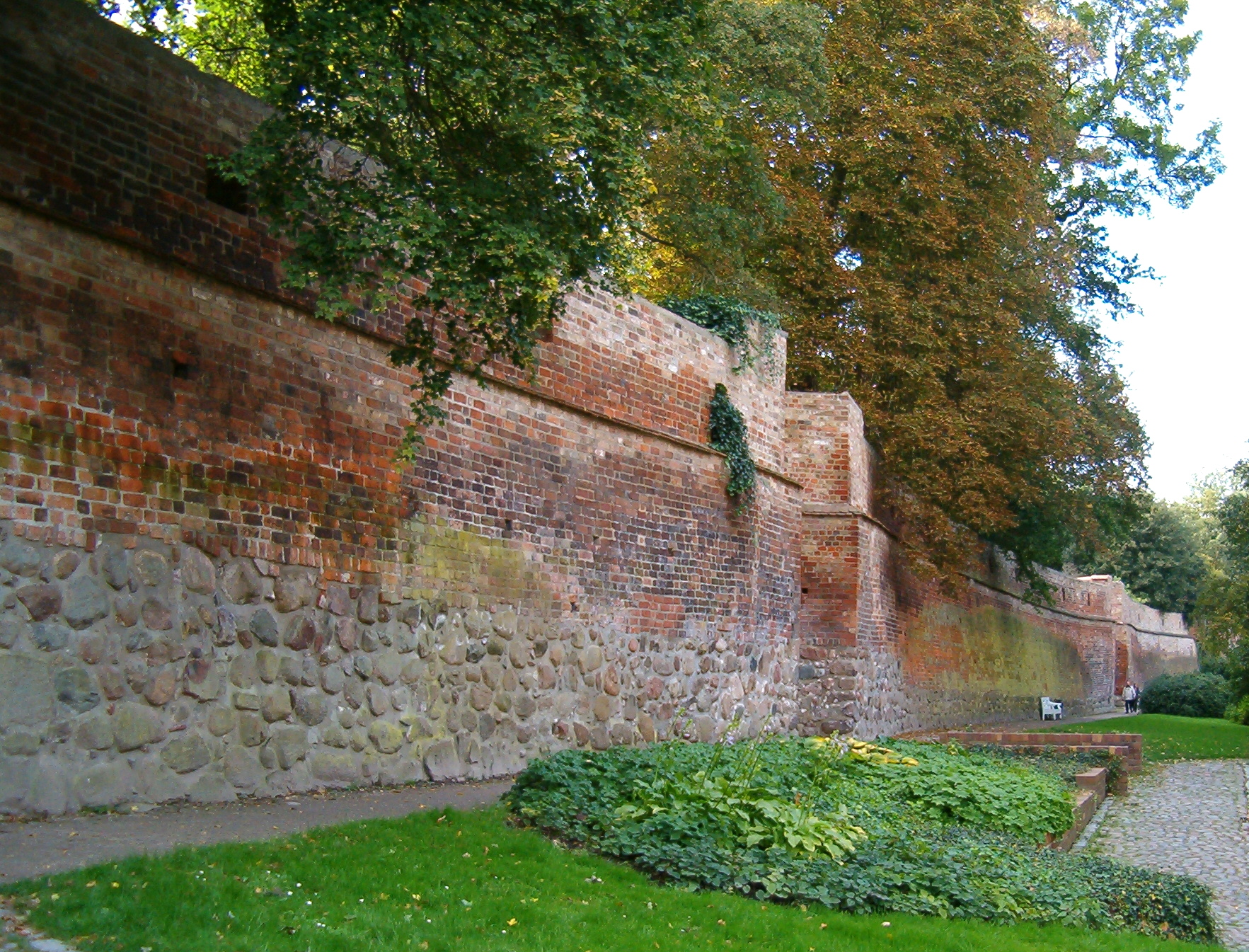
Südwest-Abschnitt der Stadtmauer mit halbrunden Wiekhäusern

Zwischen den Landtoren waren im Abstand von 50 bis 80 Metern Wiekhäuser des älteren, halbrunden und nach hinten offenen Typs mit je drei Schießscharten in die Mauer eingelassen. Ihr Durchmesser betrug rund neun Meter, die Mauerdicke bis zu 2,20 Meter.
An strategisch wichtigen Stellen wurden im Spätmittelalter Wiekhäuser zu Türmen ausgebaut. Dies betraf besonders Mauerstrecken im westlichen Abschluss des Stadthafens und im Süden zwischen Stein- und Kuhtor.

### Türme im Nordwesten der Stadtmauer
Zwischen Grapengießer- und Fischertor entstand der schlanke Kaiserturm aus Fachwerk. Westlich davon wurde ein Wiekhaus zum hohen, fünfgeschossigen Blauen Turm erweitert, der seinen Namen von der für Norddeutschland ungewöhnlichen Farbe des Schieferdaches erhielt. Darauf folgten der Bußebahrturm (Bußebartturm, Dusbar bei Hans Weigel) und der Geschützgießerturm, beide mit Fachwerkaufbauten.

### Zwinger

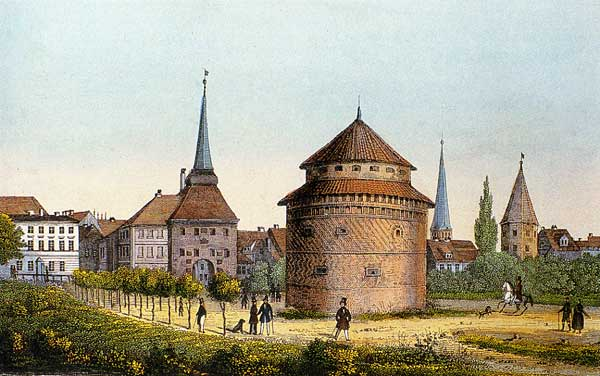
Der Zwinger 1841. Im Hintergrund das Steintor (links) und der Lagebuschturm (rechts)

Der Bau des Zwingers wurde 1526 begonnen und 1528 bis 1532 unter der Leitung des Wittstockers Hans Percham fortgesetzt. Obwohl der Turm zur Zeit Vicke Schorlers schon existierte, wurde er von ihm nicht in seine Abbildung der Stadt aufgenommen.
Der große Bau mit einer Mauerdicke von etwa sechs Metern und einem Durchmesser von 20 bis 24 Metern befand sich südlich des Steintores, also außerhalb des Mauerrings. In ihm befanden sich Geschützstände, um das wichtigste Tor der Stadt und den Mauerabschnitt zu schützen. Der Weg zum Steintor führte in einem Bogen um den Zwinger, den Zwingerhof.
Als Verkehrshindernis ließ die Stadt ihn 1849 mit Hilfe preußischer Pioniere abbrechen.

### Lagebuschturm

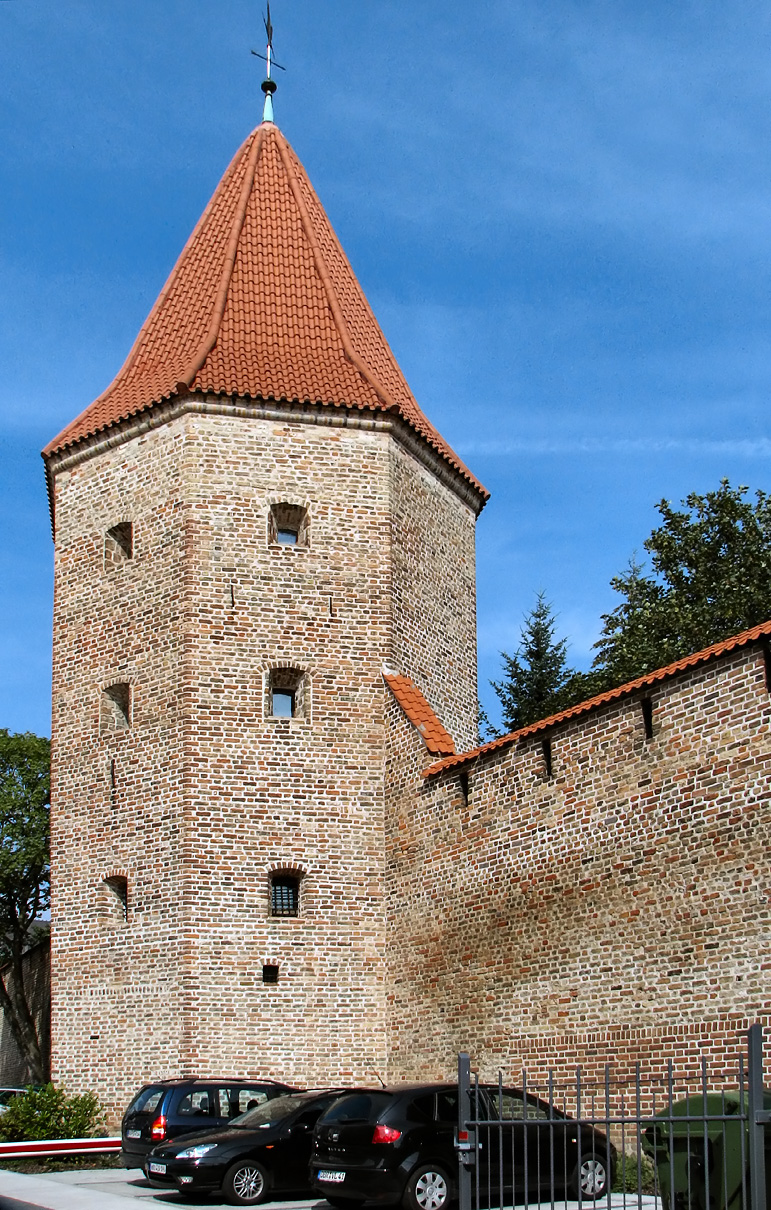
Lagebuschturm

Der Lagebuschturm, ehemals Fangelturm oder auch Eißturm, ist der einzige noch erhaltene Turm der Rostocker Stadtbefestigung. Der 1456 errichtete gotische Vorgängerbau, der Gefangenenturm auf dem Rammelsberg, gehörte zu dem Befestigungsabschnitt, der auf Befehl Johann Albrechts I. abgerissen wurde. Der heutige Bau entstand bis 1577 im Stil der Niederländischen Renaissance. Neben seiner Funktion als Wehrturm diente er auch bis ins 19. Jahrhundert als Gefängnis.

### Wasserkunst
Die Wasserkunst war ein hoher Mauerturm zwischen Kuhtor und Mühlentor, der direkt über dem südlichen Eintritt der Grube ins Stadtgebiet lag. Über ein Windtriebwerk auf der Turmspitze wurde Wasser in den Altstätter Born gepumpt. Den erhaltenen Abbildungen zufolge scheint die gotische Architektur der Wasserkunst zur Stadtseite anspruchsvoll gewesen zu sein.
1662 wurde die Wasserkunst der Universität übergeben, die dort eine Specula genannte Sternwarte einrichtete und dazu das Windtriebwerk abriss. In den 1830er Jahren wurde die Wasserkunst abgerissen.

### Weitere Türme zwischen Steintor und Kuhtor
Westlich des Steintors war der Pulverturm aus einem Wiekhaus entstanden, ein mehrgeschossiger Turm mit Kegeldach. Unmittelbar östlich der Wasserkunst stand der Kuh- oder Schweinehirtenturm.